# Sicilia
Sicilia (tiếng Ý: Sicilia [siˈtʃiːlja], tiếng Sicilia: Sicìlia) là một vùng hành chính tự trị của Ý. Vùng này gồm có đảo Sicilia lớn nhất Địa Trung Hải và lớn thứ 45 thế giới, cùng một số đảo nhỏ xung quanh. Đây là vùng có diện tích lớn nhất của Ý, nằm tại trung tâm của Địa Trung Hải, phía nam bán đảo Ý, tách khỏi lục địa qua eo biển Messina về phía đông bắc. Cảnh quan nổi bật nhất của Sicilia là núi Etna, đây là núi lửa hoạt động có độ cao lớn nhất tại châu Âu, và là một trong các núi lửa hoạt động mạnh nhất thế giới, có chiều cao hiện tại là 3.329 m. Vùng mang khí hậu Địa Trung Hải đặc trưng. Dân số của vùng đạt 5.048.553 người vào tháng 2 năm 2017
Các bằng chứng khảo cổ sớm nhất về hoạt động của con người trên đảo có niên đại từ 12.000 TCN. Đến khoảng 750 TCN, Sicilia có ba thuộc địa của người Phoenicia và hàng chục thuộc địa của người Hy Lạp. Trong 600 năm sau đó, đảo là chiến trường trong các cuộc chiến giữa người Carthago với các thành bang Hy Lạp và với người La Mã (Roma). Sau khi Đế quốc La Mã sụp đổ vào thế kỷ 5, Sicilia lần lượt nằm dưới quyền cai trị của người Vandal, người Ostrogoth, Đế quốc Đông La Mã, và Vương quốc Hồi giáo Sicilia vào sơ kỳ Trung Cổ. Vương quốc Sicilia được thành lập vào năm 1130 sau khi người Norman chinh phục miền nam Ý, vương quốc sau đó nằm dưới quyền cai trị của Nhà Staufer, Nhà Capet nhánh Ajou, Tây Ban Nha, Nhà Habsburg, Cuối cùng đảo hợp nhất với Vương quốc Napoli thành Vương quốc Hai Sicilia dưới quyền Nhà Bourbon. Sicilia trở thành bộ phận của nước Ý vào năm 1860 sau cuộc chinh phục của Giuseppe Garibaldi và một cuộc bỏ phiếu toàn dân. Sicilia được trao vị thế đặc biệt là vùng tự trị sau trưng cầu hiến pháp Ý vào năm 1946.
Sicilia có một nền văn hoá phong phú và độc đáo, đặc biệt là về mỹ thuật, âm nhạc, văn học, ẩm thực, kiến trúc. Vùng còn có các di chỉ khảo cổ và cổ đại quan trọng, chẳng hạn như Nghĩa địa Pantalica, Thung lũng Đền thờ và Selinunte. Du lịch là một nguồn tài nguyên quan trọng của hòn đảo nhờ các di sản lịch sử và tự nhiên. Tuy nhiên, Sicilia tiếp tục có GDP bình quân đầu người thấp hơn mức bình quân của Ý và tỷ lệ thất nghiệp cao hơn phần còn lại của Ý.

## Địa lý

Bản đồ địa hình đảo Sicilia

Sicilia có hình dạng gần giống một tam giác, do đó được mệnh danh là Trinacria. Về phía đông, đảo tách biệt khỏi đại lục Ý qua eo biển Messina rộng 3 km tại phần phía bắc và rộng 16 km tại phần phía nam. Phía bắc Sicilia là biển Tyrrhenus, phía tây là eo biển Sicilia, phía nam là biển Sicilia, phía đông là biển Ionia. Phần bờ biển phía bắc và phía nam đều dài khoảng 280 km nếu tính theo một đường thẳng, còn chiều dài đường bờ biển phía đông là 180 km; Tổng chiều dài bờ biển ước tính là 1.484 km. Tổng diện tích đảo Sicilia là 25.711 km², còn vùng tự trị Sicilia (gồm các đảo nhỏ xung quanh) có diện tích là 27.708 km².
Địa hình đảo Sicilia chủ yếu là đồi núi và được canh tác cao độ tại mọi nơi có thể. Dọc bờ biển phía bắc là các dãy núi Madonie (2000 m), Nebrodi (1.800 m) và Peloritani (1.300 m), là một phần kéo dài của dãy Appennini tại đại lục. Chóp nón của núi Etna chi phối bờ biển miền đông. Phần đông nam nằm trên dãy núi Iblei thấp hơn, cao khoảng 1.000 m. Các khu mỏ tại vùng Enna và Caltanissetta thuộc vùng sản xuất lưu huỳnh hàng đầu trong suốt thế kỷ 19, song suy giảm kể từ thập niên 1950.

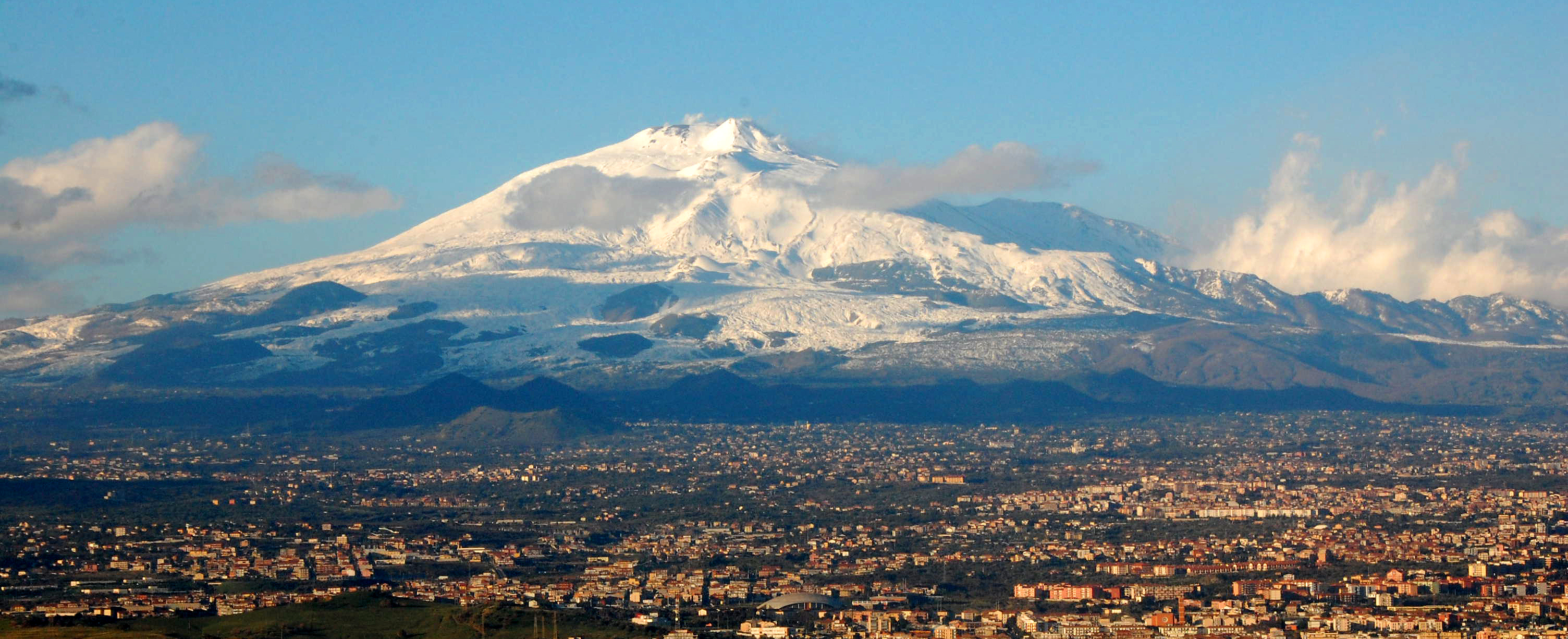
Đỉnh núi lửa Etna

Sicilia và các đảo nhỏ xung quanh có một số núi lửa hoạt động ở mức cao. Núi Etna là núi lửa hoạt động có kích cỡ lớn nhất tại châu Âu và vẫn phun tro đen khắp đảo trong các vụ phun trào thường xuyên của nó. Hiện nay, núi lửa này cao 3.329 m song nó sẽ thay đổi sau các vụ phun trào từ đỉnh; núi hiện thấp hơn 21 m so với độ cao vào năm 1981. Đây là núi cao nhất tại phần phía nam dãy Alpes của Ý. Núi Etna có diện tích 1.190 km² và chu vi cơ bản là 140 km. Do vậy, nó lớn vượt trội trong số ba núi lửa hoạt động tại Ý. Trong thần thoại Hy Lạp, quái thú Typhon bị Zeus bẫy đè dưới núi. Núi Etna được đánh giá rộng rãi là một biểu trưng văn hoá và là biểu tượng cho Sicilia.
Quần đảo Eolie nằm trên biển Tyrrhenus thuộc phía đông bắc đại lục Sicilia, chúng hình thành một tổ hợp núi lửa bao gồm Stromboli. Ba núi lửa Vulcano, Vulcanello và Lipari cũng đang hoạt động, song Lipari thường ngủ. Ngoài khơi phía nam của Sicilia là núi lửa ngầm Ferdinandea, nó là một phần của núi lửa Empedocles lớn hơn, phun trào lần cuối vào năm 1831. Nó nằm giữa bờ biển Agrigento và đảo Pantelleria (bản thân đảo này là một núi lửa ngủ). Vùng Sicilia còn bao gồm một số đảo lân cận khác là quần đảo Egadi và Lampedusa. Lampedusa và Lampione thuộc lục địa châu Phi nếu xét về thuần địa lý.

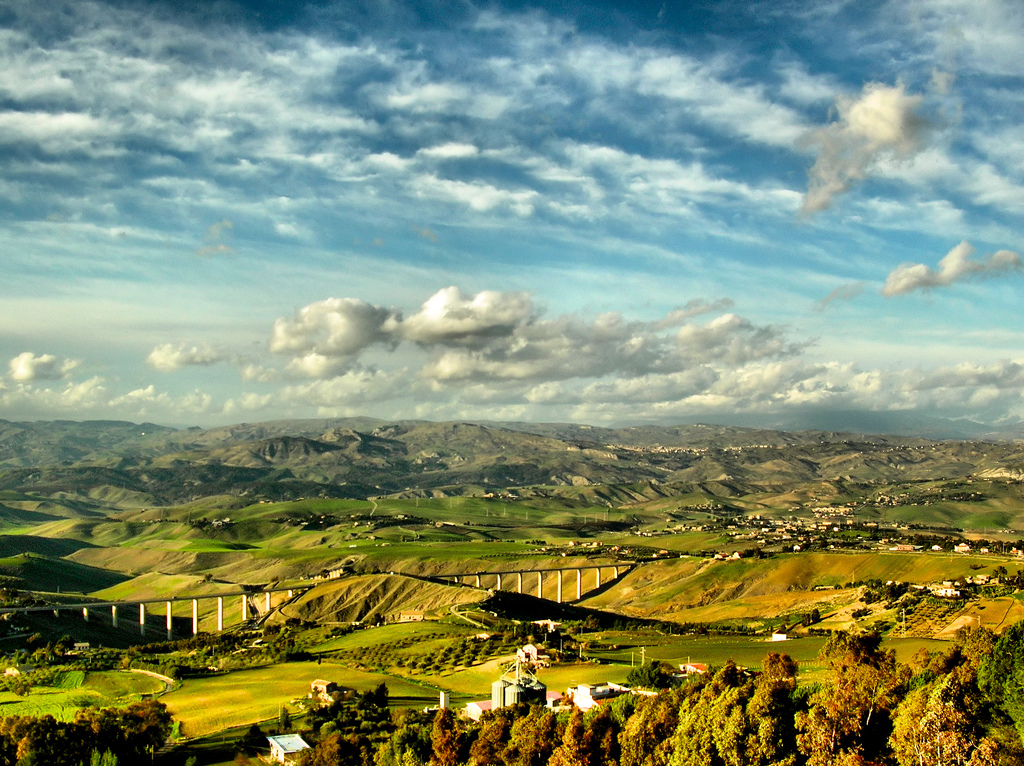
Caltanissetta

Đảo Sicilia thuộc lưu vực của một số sông, hầu hết chảy qua khu vực trung tâm và đổ ra biển tại phía nam của đảo. Sông Salso (dài 144 km) chảy qua một phần của Enna và Caltanissetta trước khi đổ vào Địa Trung Hải tại cảng Licata. Tại phía đông, sông Alcantara (dài 52 km) chảy qua thành phố trung tâm Messina và đổ vào biển tại Giardini Naxos, còn sông Simeto (dài 113 km) đổ vào biển Ionia tại phía nam của Catania. Các sông quan trọng khác trên đảo là Belice (dài 107 km) và Platani (dài 103 km) tại phía tây nam. Hồ Lentini rộng 12 km² là hồ lớn nhất tại Sicilia.
Sicilia có khí hậu Địa Trung Hải đặc trưng với mùa đông ôn hoà và mưa nhiều, còn mùa hè nóng và khô, và các mùa chuyển giao rất thất thường. Trên bờ biển, đặc biệt là phía tây nam, khí hậu chịu ảnh hưởng bởi các dòng khí từ châu Phi nên mùa hè có thể rất nóng. Sicilia được cho là một hòn đảo có mùa đông ấm, song dọc toàn bộ bờ biển Tyrrhenus và các khu vực nội lục, mùa đông có thể lạnh với khí hậu lục địa đặc trưng. Tuyết rơi nhiều ở những nơi cao trên 900–1.000 m, song các sóng lạnh hơn có thể dễ dàng đem tuyết đến các vùng đồi và thậm chí là các thành phố ven biển, đặc biệt là bờ biển phía bắc của đảo. Các dãy núi nội lục, đặc biệt là Nebrodi, Madonie và Etna, có khí hậu vùng núi hoàn toàn, với tuyết rơi nhiều vào mùa đông. Đỉnh của núi Etna thường xuyên có tuyết phủ từ tháng 10 đến tháng 5. Mặt khác, đặc biệt là vào mùa hè, sẽ không bất thường nếu có gió sirocco thổi đến từ sa mạc Sahara. Lượng mưa khan hiếm, và một số tỉnh bị thiếu nước và đôi khi là gặp khủng hoảng nước. Vào ngày 10 tháng 8 năm 1999, trạm thời tiết Catenanuova (EN) ghi nhận nhiệt độ cao nhất là 48,5 °C. Tổng lượng mưa có nhiu khác biệt, thường là tăng lên theo độ cao. Nhìn chung, phần bờ biển miền nam và đông nam có ít mưa (dưới 500 mm), còn các vùng cao phía bắc và đông bắc có nhiều mưa nhất (1.000 mm).

## Động thực vật

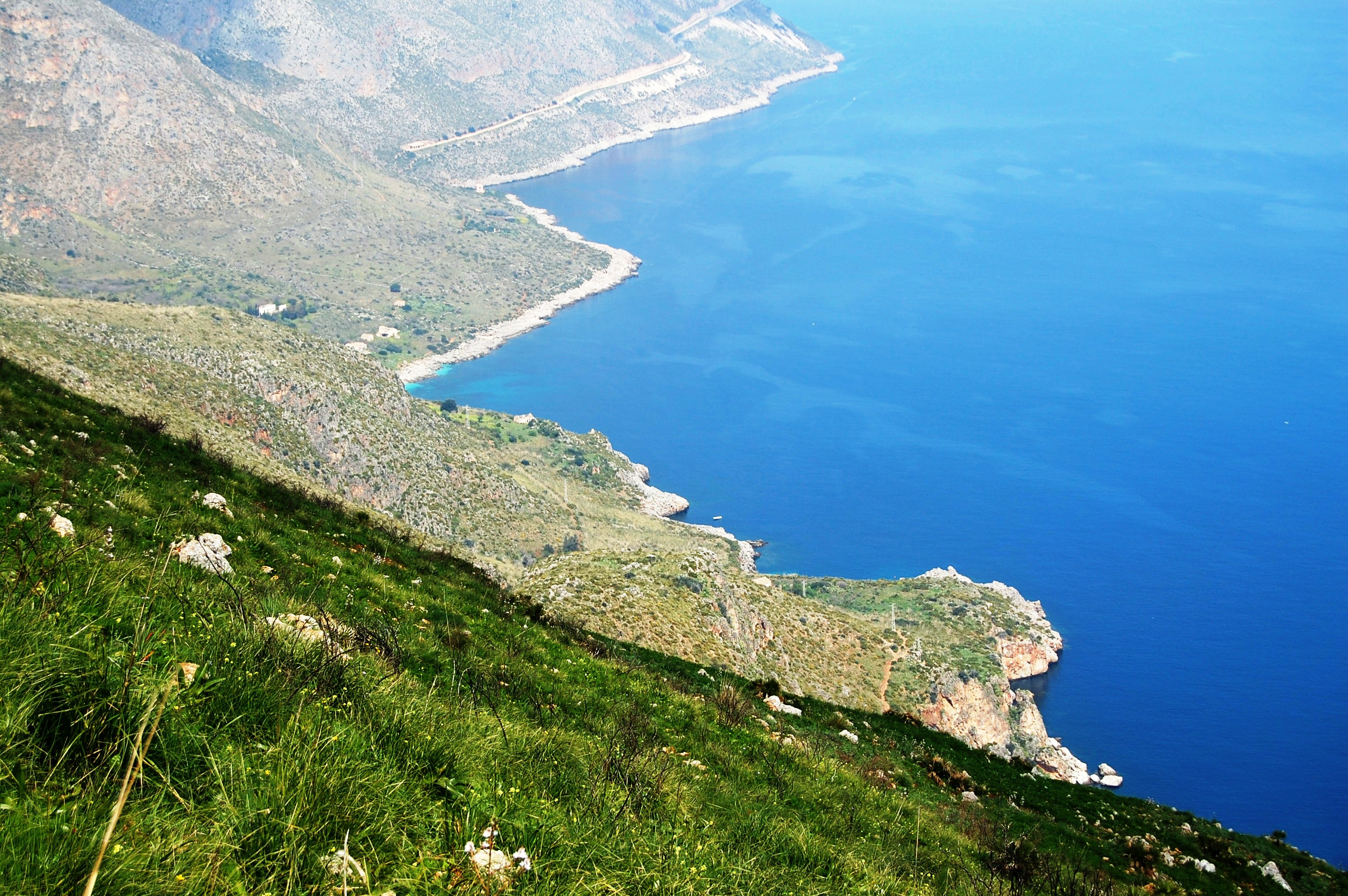
Khu bảo tồn tự nhiên Zingaro

Sicilia là một điển hình thường được nhắc đến về phá rừng nhân tạo, điều này diễn ra từ thời La Mã khi đảo chuyển thành một vùng nông nghiệp. Việc này dần khiến khi hậu khô hơn, kéo theo suy giảm lượng mưa và các sông bị khô cạn. Các tỉnh miền trung và tây nam thực tế không có bất kỳ khu rừng nào. Tại miền bắc Sicilia, có ba khu rừng quan trọng: Gần núi Etna, trên dãy Nebrodi và trong khu bảo tồn tự nhiên Bosco della Ficuzza gần Palermo. Công viên cấp vùng Nebrodi được thành lập vào ngày 4 tháng 8 năm 1993 và có diện tích là 86.000 ha, đây là khu vực tự nhiên được bảo vệ lớn nhất tại Sicilia; và có khu rừng lớn nhất trên đảo là Caronia. Cây hạt dẻ hàng nghìn năm tuổi tại Sant'Alfio, bên sườn đông của dãy Etna, là cây hạt dẻ lớn nhất và cổ nhất trên thế giới, ước tính có 2000-4000 năm tuổi.
Sicilia đa dạng cao về động vật, có các loài như chó sói, triết bụng trắng, chồn thông, hoẵng, lợn rừng, nhím gai, cóc thông thường, rắn Vipera aspis, đại bàng vàng, cắt lớn, chim đầu rìu và cà kheo cánh đen. Sicilia là một môi trường sống quan trọng đối với sự sống còn của một vài loài như các phân loài của quạ có mào Corvus cornix vốn chỉ thấy tại Sicilia, Sardegna và Corse. Khu bảo tồn tự nhiên Riserva là một trong các hình mẫu tốt nhất về vùng hoang vu ven biển chưa bị khai phá tại Sicilia. Vùng biển của eo biển Messina có nhiều loài chim và sinh vật biển, các loài lớn nhất là hồng hạc và cá voi vây.

## Lịch sử

### Bộ lạc cổ đại

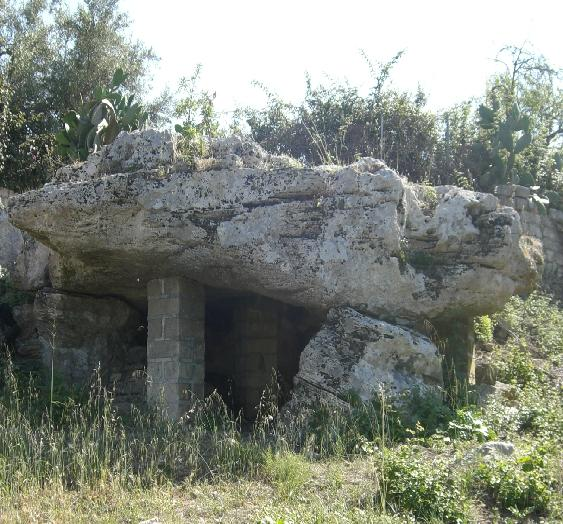
Mộ đá tại Avola, phía đông Sicilia

Các cư dân ban đầu tại Sicilia là ba nhóm được xác định thuộc các dân tộc cổ đại Ý. Nhóm nổi bật nhất và sớm hơn rất nhiều là Sicani, sử gia Hy Lạp cổ đại Thucydides cho rằng họ đến từ bán đảo Iberia (có lẽ là Catalonia). Các bằng chứng lịch sử quan trọng được phát hiện dưới dạng các bức vẽ hang động của người Sicani, có niên đại từ cuối thế Pleistocen khoảng 8.000 TCN. Sự kiện những con người đầu tiên tới đảo có tương quan đến sự tuyệt chủng của hà mã Sicilia và voi lùn. Người Elimi được cho là đến từ biển Aegea, họ là bộ lạc tiếp theo đến đảo sống cùng người Sicani.
Phát hiện gần đây về các mộ đá trên đảo (có niên đại từ nửa sau thiên niên kỷ 3 TCN) dường như cung cấp những hiểu biết mới về văn hoá Sicilia nguyên thủy. Người ta biết rằng khu vực Địa Trung Hải trải quan một thời kỳ tiền sử khá phức tạp, rất khó để chắp nối thứ tự chiếm đóng của các dân tộc khác nhau. Tuy nhiên, tác động của hai luồng ảnh hưởng là điều rõ ràng, của châu Âu đến từ phía tây bắc, và ảnh hưởng Địa Trung Hải của một di sản phương đông rõ ràng.
Không có bằng chứng về bất kỳ xung đột nào giữa các bộ lạc, song người Sicani chuyển về phía đông khi người Elimi định cư tại góc tây bắc của đảo. Người Siculi được cho là có nguồn gốc từ Liguria tại Bắc Ý ngày nay; họ đến đảo vào khoảng 1.200 TCN và đẩy lui người Sicani đến miền trung đảo. Các nhóm người Ý nhỏ khác định cư tại Sicilia là người Ausoni (quần đảo Eolie, Milazzo) và người Morgeti tại Morgantina. Các nghiên cứu về hồ sơ di truyền học tiết lộ rằng các dân tộc đến từ nhiều phần khác nhau của bồn địa Địa Trung Hải đã hoà trộn với các cư dân cổ đại của Sicilia, như người Ai Cập và người Iberia.

### Thời kỳ Phoenicia đến La Mã

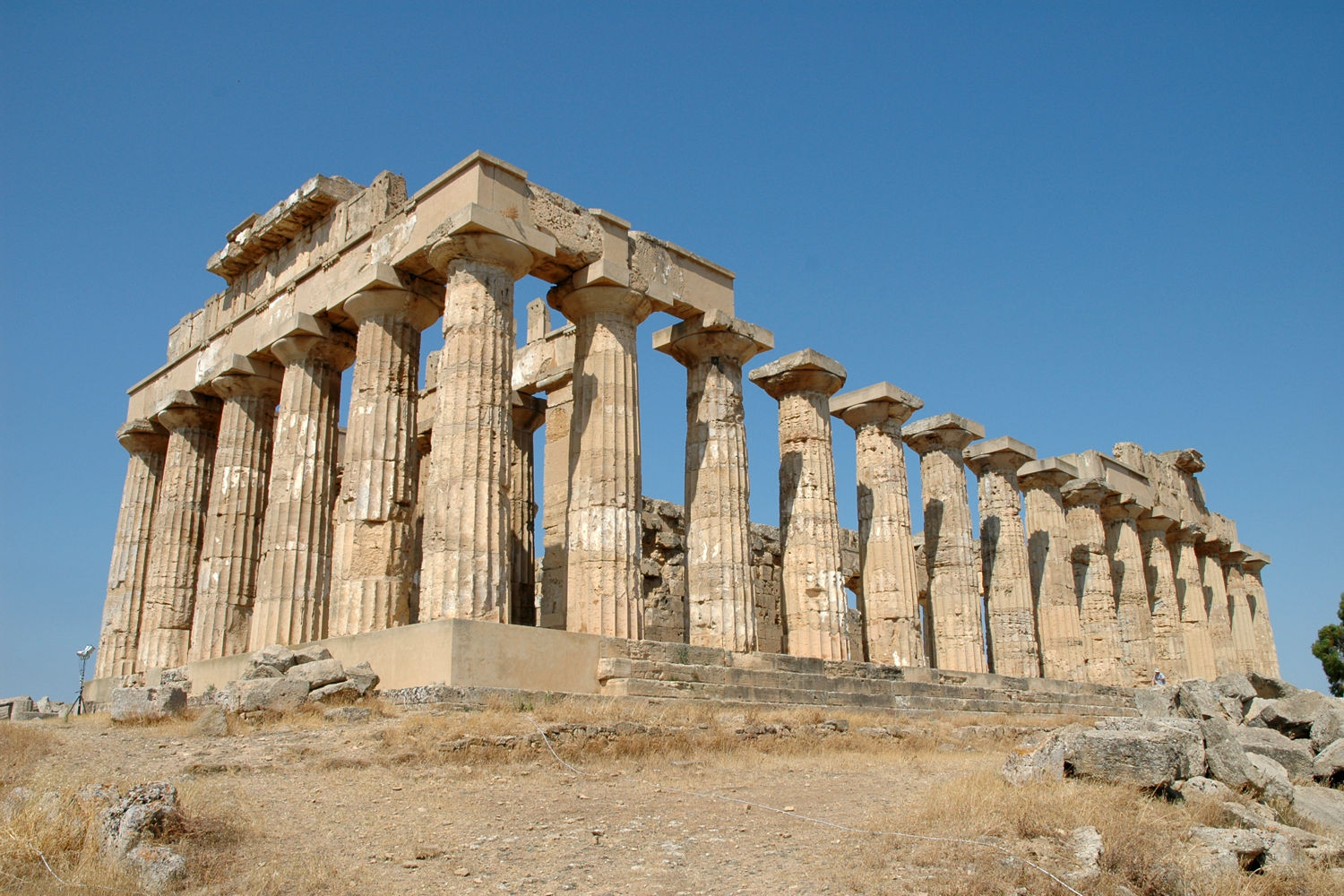
Đền thờ Hera tại Selinunte (đền E)

Các khu định cư của người Phoenicia tại phần phía tây của đảo có trước khi người Hy Lạp đến. Từ khoảng 750 TCN, người Hy Lạp bắt đầu đến sống tại Sicilia, lập ra nhiều khu định cư quan trọng. Thuộc địa quan trọng nhất là tại Siracusa; các khu khác nằm tại Akragas, Selinunte, Gela, Himera và Zancle. Các dân tộc Sicani và Siculi bản địa bị hấp thu vào văn hoá Hy Lạp một cách tương đối dễ dàng, và khu vực trở thành bộ phận của Magna Graecia cùng phần còn lại của miền nam Ý, là nơi người Hy Lạp cũng thuộc địa hoá. Sicilia rất phì nhiêu, và việc di thực thành công cây ô liu và nho tạo ra rất nhiều giao thương sinh lợi; một bộ phận đáng kể của văn hoá Hy Lạp trên đảo là tôn giáo Hy Lạp, và có nhiều đền thờ được xây dựng trên khắp Sicilia, trong đó có một vài đền trong Thung lũng Đền thờ tại Agrigento.
Chính trị trên đảo gắn với Hy Lạp; Siracusa bị người Athens thèm muốn và họ phát động cuộc viễn chinh đến đảo trong Chiến tranh Peloponnesus giữa các liên minh thành bang Hy Lạp. Siracusa có được đồng minh là Sparta và Corinth, do đó cuộc viễn chinh của Athens bị đánh bại. Quân và tàu của Athens bị tàn phá, hầu hết những người còn sống bị bán làm nô lệ.

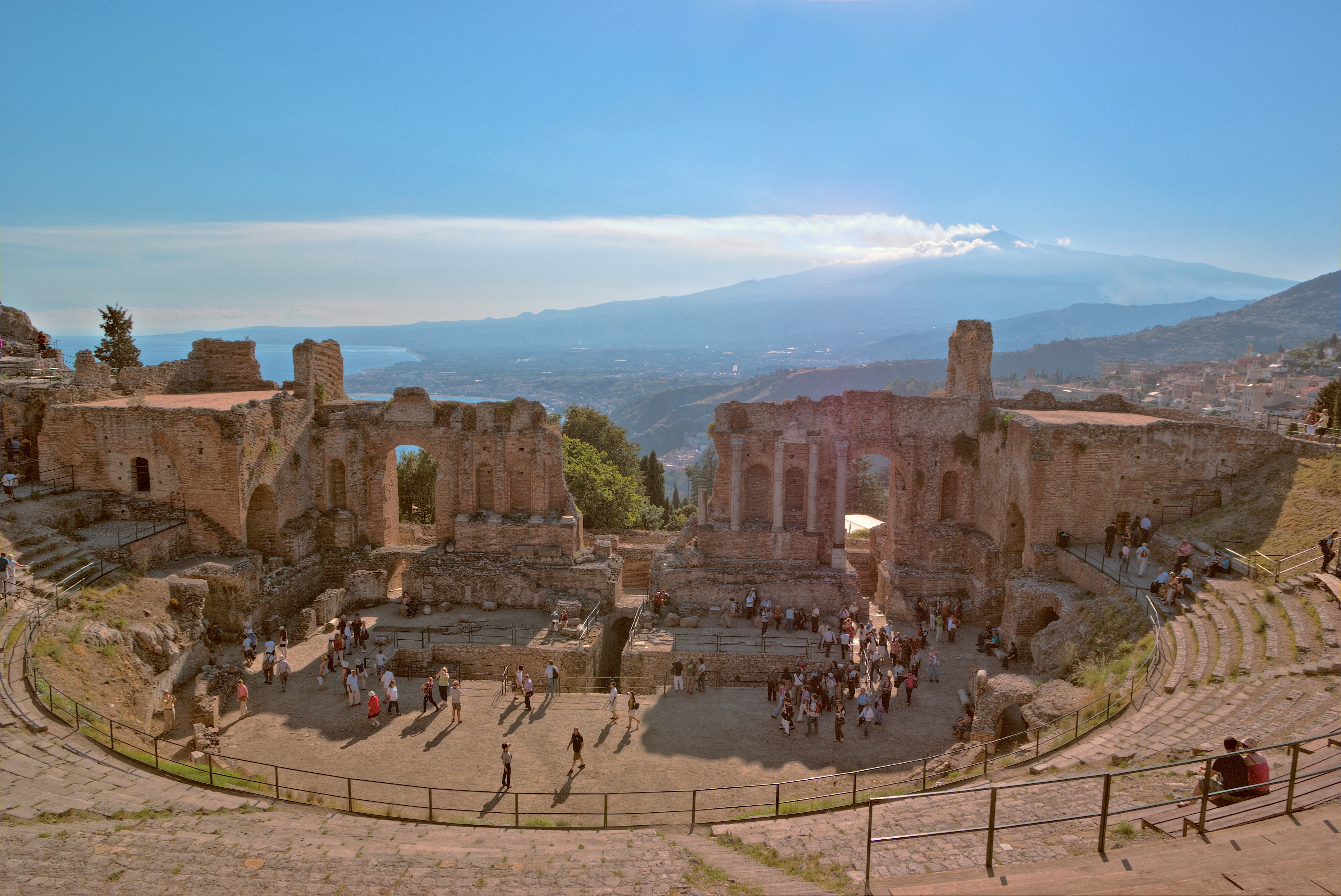
Nhà hát Hy-La tại Taormina.

Siracusa của người Hy Lạp kiểm soát phần lớn Sicilia, song có một vài thuộc địa của người Carthago tại cực tây của đảo. Hai nền văn hoá bắt đầu xung đột, dẫn đến các cuộc chiến Hy Lạp-Punic. Người Hy Lạp bắt đầu cầu hoà với Cộng hòa La Mã (Roma) vào năm 262 TCN, và người La Mã tìm cách thôn tính Sicilia làm một tỉnh của mình. La Mã can thiệp trong Chiến tranh Punic lần thứ nhất, đánh tan quân Carthago, qua đó Sicilia trở thành tỉnh đầu tiên của La Mã nằm bên ngoài bán đảo Ý vào năm 242 TCN.
Trong Chiến tranh Punic lần thứ hai, người Carthago tìm cách đoạt Sicilia từ tay Cộng hoà La Mã, Archimedes bị giết trong cuộc chiến này. Tuy nhiên, họ thất bại và La Mã tàn nhẫn hơn trong việc tiêu diệt những kẻ xâm lược lần này; quan chấp chính M. Valerian nói với Viện nguyên lão La Mã vào năm 210 TCN rằng "không còn người Carthago tại Sicilia".
Sicilia có tầm quan trọng cao đối với người La Mã, do đảo là vựa lương thực của đế quốc. Đảo được chia thành hai lãnh địa quan tài vụ, Syracuse về phía đông và Lilybaeum về phía tây. Một số nỗ lực được tiến hành dưới thời Augustus nhằm đưa tiếng Latinh đến đảo, song Sicilia được cho phép duy trì tiếng Hy Lạp ở mức độ lớn trong văn hoá. Hòn đảo một thời thịnh vượng này bị suy thoái nhanh chóng khi Verres trở thành thống đốc của Sicilia. Vào năm 70 TCN, nhân vật xuất chúng Cicero chỉ trích việc cai trị tồi của Verres trong diễn văn In Verrem của ông.
Đảo nhiều lần được sử dụng làm căn cứ quyền lực, bị quân khởi nghĩa nô lệ chiếm đóng trong chiến tranh nô lệ lần thứ nhất (135–132 TCN) và lần thứ hai (104–100 TCN), và bị Sextus Pompey chiếm đóng trong khởi nghĩa Sicilia (44–36 TCN). Cơ Đốc giáo lần đầu tiên xuất hiện tại Sicilia trong những năm sau 200; giữa mốc này và năm 313 khi Constantius Đại đế cuối cùng đã giải trừ cấm đoán Cơ Đốc giáo. Một lượng đáng kể người Sicilia trở thành thánh tử đạo trong giai đoạn này, như Agatha, Cristina, Lucia và Euplius. Cơ Đốc giáo phát triển nhanh chóng tại Sicilia trong hai thế kỷ sau đó. Giai đoạn lịch sử Sicilia là một tỉnh của La Mã kéo dài khoảng 700 năm.

### Giai đoạn German và Đông La Mã (467–965)

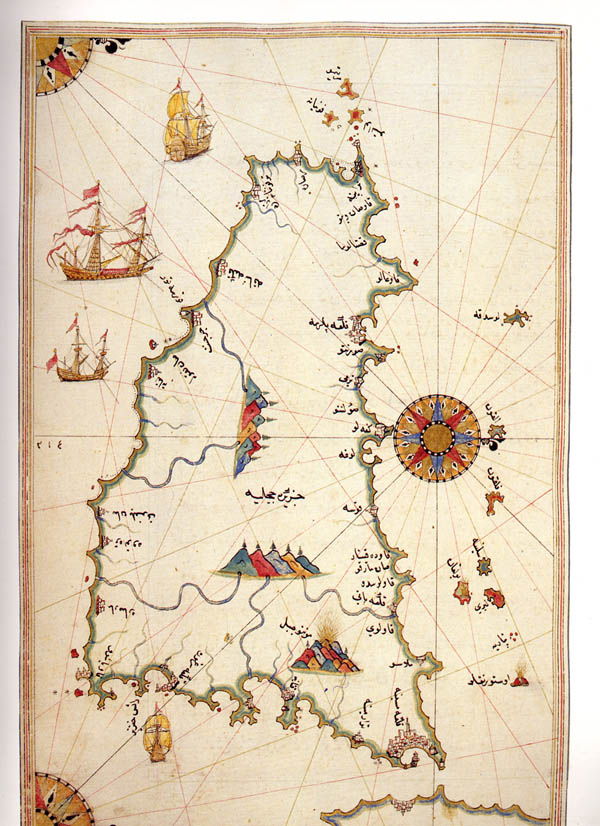
Bản đồ lịch sử Sicilia của Piri Reis

Do Đế quốc Tây La Mã tan rã, một bộ lạc German gọi là người Vandal chiếm lĩnh đảo Sicilia vào năm 467-8 dưới quyền Quốc vương Genseric của họ. Tuy nhiên, đến năm 476, đảo về tay Odoacer, người này cai trị Ý trong giai đoạn 476-93 với danh nghĩa là chư hầu của Hoàng đế Đông La Mã. Người Vandal đã xâm chiếm được nhiều phần của Pháp, Tây Ban Nha và Bồ Đào Kha, khẳng định bản thân là một thế lực quan trọng tại Tây Âu. Tuy nhiên, họ nhanh chóng để mất các thuộc địa mới giành được về tay một bộ lạc Đông German được gọi là người Goth. Nhánh Ostrogoth của người Goth chinh phục Sicilia (và toàn thể Ý) dưới quyền Theodoric Đại đế bắt đầu vào năm 488. Người Goth thuộc nhóm German, song Theodoric tìm cách phục hưng văn hoá và chính thể La Mã cũng như cho phép tự do tôn giáo.
Chiến tranh Gothic bắt đầu vào năm 535 giữa người Ostrogoth và Đế quốc Đông La Mã. Sicilia là bộ phận đầu tiên của Ý rơi vào tay Tướng quân Belisarius, ông được Hoàng đế Đông La Mã Justinius I uỷ quyền tiến hành nỗ lực khôi phục toàn thể Đế quốc La Mã. Sicilia được Đông La Mã sử dụng làm căn cứ để chinh phục phần còn lại của Ý, các thành Napoli, Roma, Milano và thủ đô của Ostrogoth là Ravenna thất thủ trong vòng 5 năm. Tuy nhiên, quốc vương mới của người Ostrogoth là Totila tấn công quyết liệt bán đảo Ý, cướp bóc và chinh phục Sicilia vào năm 550. Tuy nhiên, Totila thất bại và bị giết trong trận Taginae trước Tướng quân Đông La Mã Narses vào năm 552.
Năm 535, Hoàng đế Justinius I đưa Sicilia thành một tỉnh của Đông La Mã, và giống như thời La Mã, tiếng Hy Lạp tiếp tục là ngôn ngữ chiếm ưu thế trên đảo. Sau khi Hồi giáo khuếch trương, Sicilia bị quân Ả Rập xâm chiếm vào năm 652, song người Ả Rập không đạt được lợi ích lâu dài nào và trở về Syria sau khi thu thập một số chiến lợi phẩm. Hoàng đế Đông La Mã Konstans II quyết định chuyển khỏi thủ đô Constantinopolis đến Siracusa của Sicilia vào năm 660. Đến năm sau, ông phát động một cuộc tấn công từ Sicilia chống lại Công quốc Benevento của người Lombard đang chiếm giữ hầu hết miền nam Ý. Tin đồn rằng thủ đô của đế quốc được chuyển đến Siracusa có lẽ đã khiến cuộc sống của Konstans phải trả giá, ông bị ám sát vào năm 668. Con trai ông là Konstantinos IV kế vị, một vụ đoạt quyền ngắn ngủi tại Sicilia của Mizizios nhanh chóng bị hoàng đế mới trấn áp. Các tài liệu đương đại ghi rằng tiếng Hy Lạp được nói phổ biến trên đảo trong giai đoạn này. Năm 740, Hoàng đế Leon III chuyển Sicilia khỏi thẩm quyền của giáo hội Roma sang giáo hội Constantinopolis, đặt đảo trong giáo hội đông phương.
Đến năm 826, sĩ quan chỉ huy của Đông La Mã tại Sicilia là Euphemius có vẻ như đã giết vợ và buộc một nữ tu cưới ông. Hoàng đế Mikhael II nhận ra vấn đề và lệnh cho Tướng quân Constantine đi kết thúc cuộc hôn nhân và lấy đầu Euphemius. Euphemius làm phản, giết chết Constantine, sau đó chiếm giữ Siracusa; sau đó người này thất bại và bị đẩy sang Bắc Phi. Ông dâng quyền cai trị Sicilia cho Ziyadat Allah, vị tiểu vương nhà Aghlab của Tunisia, nhằm đổi lấy một chức vụ và một địa điểm an toàn. Một đội quân Hồi giáo sau đó được cử đến đảo, bao gồm người Ả Rập, người Berber, người Crete, và người Ba Tư.
Cuộc chinh phục Sicilia của người Hồi giáo diễn ra trong tình trạng cò cưa và gặp phải kháng cự lớn. Phải mất một thế kỷ họ mới chinh phục được Sicilia từ Đông La Mã; thành phố lớn nhất là Siracusa được giữ vững cho đến năm 878 và thành phố Taormina của người Hy Lạp thất thủ vào năm 962. Phải đến năm 965 người Ả Rập mới chinh phục được toàn đảo Sicilia. Trong thế kỷ 11, các đội quân Đông La Mã tiến hành một chiến dịch tái chiếm cục bộ hòn đảo dưới quyền George Maniakes, song những người lính đánh thuê Norman của họ cuối cùng mới là thế lực hoàn thành tái chiếm đảo vào cuối thế kỷ.

### Giai đoạn Ả Rập (827–1091)

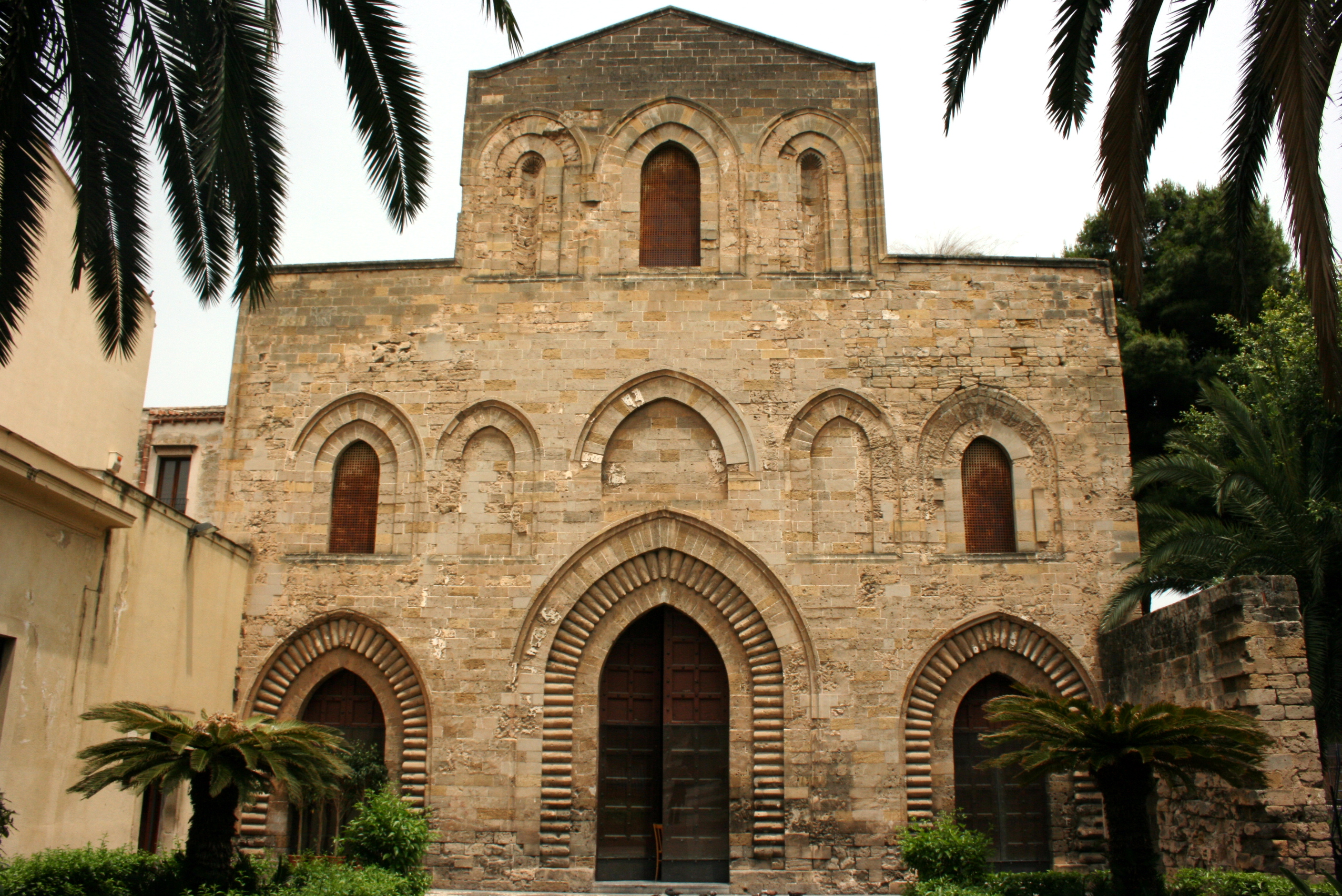
Mặt tiền của nhà thờ La Magione, một minh chứng cho kiến trúc Ả Rập-Norman

Người Ả Rập khởi xướng cải cách ruộng đất, làm gia tăng năng suất và khuyến khích phát triển tiểu chủ, làm xói mòn địa vị chi phối của điền trang lớn. Người Ả Rập cải tiến hơn nữa hệ thống tưới tiêu. Ngôn ngữ tại Sicilia dưới thời người Ả Rập cai trị là tiếng Ả Rập-Sicilia và ảnh hưởng của tiếng Ả Rập vẫn tồn tại trong một số từ của tiếng Sicilia ngày nay. Mặc dù ngôn ngữ này tuyệt diệt tại Sicilia, song nó phát triển thành tiếng Malta của quốc đảo Malta ngày nay.
Có một miêu tả về Palermo của Ibn Hawqal, một thương gia Ả Rập đến thăm đảo vào năm 950. Một khu ngoại ô có tường bao gọi là Al-Kasr (cung điện), là trung tâm của Palermo ngày nay, với thánh đường thứ sáu lớn trên địa điểm của một nhà thờ lớn Công giáo sau này. Ngoại ô al-Khalisa (nay là Kalsa) có cung điện của Sultan, nhà tắm, một thánh đường, các văn phòng chính phủ, và một nhà tù tư nhân. Ibn Hawqal đếm có 7.000 người hàng thịt trong 150 cửa hàng. Palermo ban đầu thuộc quyền cai trị của Nhà Aghlab; sau đó nó là trung tâm của Tiểu vương quốc Sicilia dưới quyền bá chủ trên danh nghĩa của Đế quốc Fatima.
Trong suốt giai đoạn này, các cuộc khởi nghĩa của người Sicilia trung thành với Đông La Mã liên tục diễn ra, đặc biệt là tại phía đông, và quân nổi dậy chiếm được một số nơi trên đảo trước khi bị đàn áp. Các mặt hàng nông nghiệp như cam, chanh vàng, hồ trăn và mía được đưa đến Sicilia. Dưới thời người Ả Rập cai trị, đảo được sắp xếp thành ba vùng hành chính: Val di Mazara tại phía tây; Val Demone tại phía đông bắc; và Val di Noto tại phía đông nam. Tuân theo dhimmi, người Chính thống giáo Đông phương bản địa được cho phép tự do tôn giáo, song phải trả một khoản thuế gọi là jizya, và trải qua một số hạn chế nếu muốn tích cực tham gia công vụ. Tiểu vương quốc Sicilia tan vỡ do bất đồng trong triều đại làm rạn nứt chế độ Hồi giáo. Trong thời gian này cũng tồn tại một thiểu số Do Thái giáo.

### Giai đoạn Norman (1038–1198)

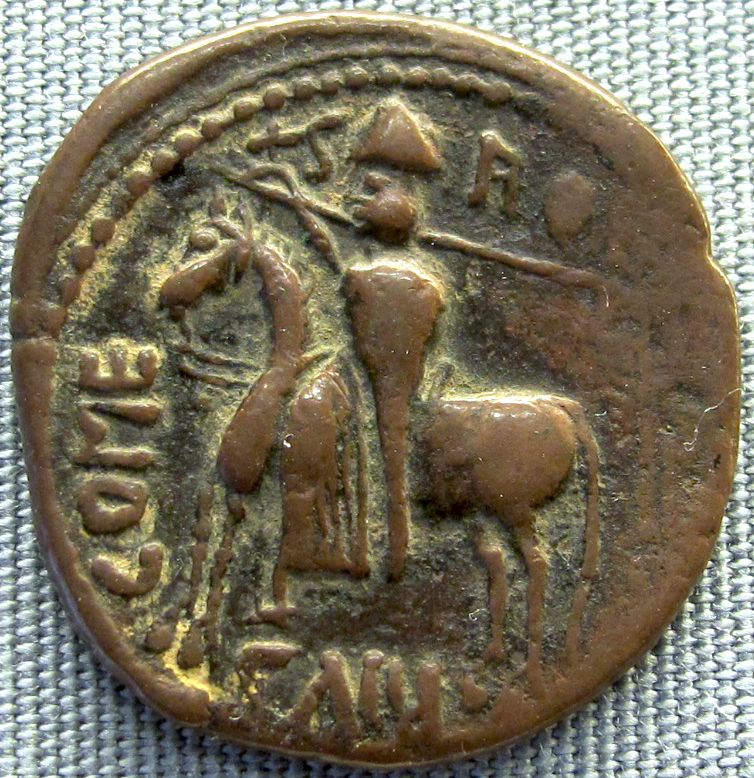
Ruggero I chinh phục Sicilia và là bá tước Sicilia đầu tiên, miêu tả trên một đồng xu.

Năm 1038, 70 năm sau khi để mất thành phố cuối cùng tại Sicilia, quân Đông La Mã dưới quyền Tướng quân người Hy Lạp Georgios Maniaces xâm chiếm đảo cùng các đội quân đánh thuê người Varangia và người Norman, đều là hậu duệ của người Viking. Mặc dù Maniakes bị giết trong một cuộc nội chiến Đông La Mã vào năm 1043 trước khi hoàn thành chinh phục, song người Norman hoàn thành tái chiếm đảo từ người Ả Rập, dưới quyền Ruggero I. Sau khi chiếm Apulia và Calabria, Ruggero chinh phục Messina với một đội quân gồm 700 hiệp sĩ. Năm 1068, Ruggero giành thắng lợi tại Misilmeri, song trận chiến mang tính quyết định nhất là bao vây Palermo, dẫn đến hầu hết Sicilia thuộc quyền kiểm soát của người Norman vào năm 1072. Người Norman hoàn thành cuộc chinh phục vào năm 1091 khi họ chiếm được thành trì cuối của người Ả Rập là Noto. Ruggero mất vào năm 1101, con trai ông là Ruggero II kế vị, ông là quốc vương Sicilia đầu tiên. Roger cha kết hôn với Adelaide, bà chấp chính cho đến khi con trai đến tuổi thành niên vào năm 1112.
Nhà Hauteville cai trị Sicilia thuộc tộc Norman, đánh giá cao và ngưỡng mộ nền văn hoá phong phú và đa dạng mà nay họ thấy là của mình. Họ bắt đầu thực hiện văn hoá, phong tục và chính trị của mình trong khu vực. Nhiều người Norman tại Sicilia cũng tiếp nhận thuộc tính của các quân chủ Hồi giáo và thần dân Đông La Mã của họ về trang phục, ngôn ngữ, văn học, và thậm chí là trong sự hiện diện của các hoạn quan cung đình, và theo một số tường thuật là có một hậu cung. Triều đình của Ruggero II trở thành trung tâm văn hoá rực rỡ nhất tại Địa Trung Hải, thu hút các học giả, nhà khoa học, nhà thơ, nghệ sĩ, và thợ thủ công thuộc mọi thể loại. Pháp luật được ban hành bằng ngôn ngữ của cộng đồng cho những người nói ngôn ngữ Norman-Sicilia, vẫn có ảnh hưởng nặng của tiếng Ả Rập và Hy Lạp. Cai trị được tiến hành theo pháp luật, đó là thể chế tư pháp. Người Hồi giáo, Do Thái, người Hy Lạp Đông La Mã, người Lombard và người Norman làm việc cùng nhau để tạo nên một xã hội với một số toà nhà khác thường nhất thế giới.

### Vương quốc Sicilia

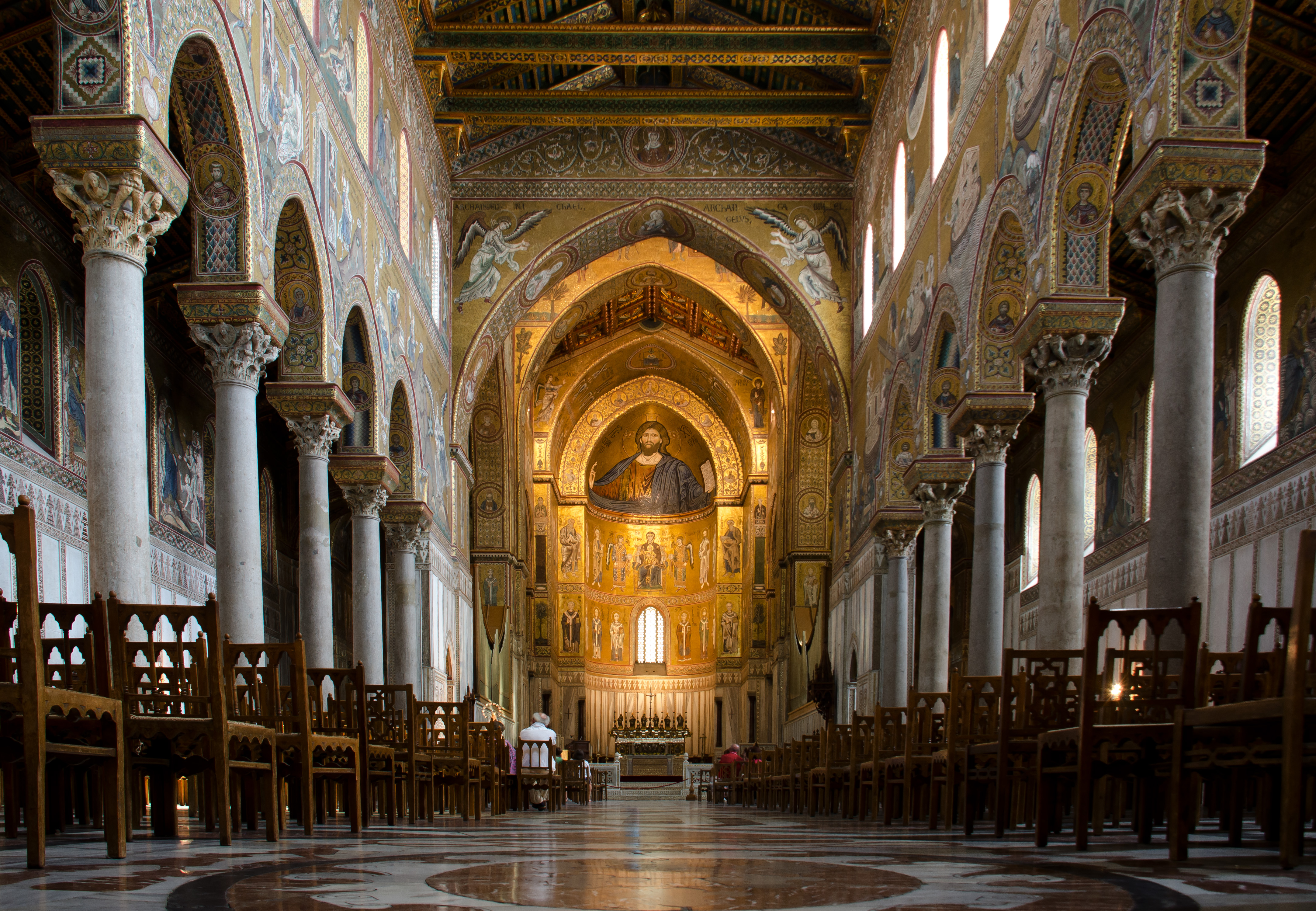
Nhà thờ lớn Monreale

Palermo tiếp tục là thủ đô dưới thời người Norman. Ruggero II nâng vị thế của đảo thành một vương quốc vào năm 1130, vương quốc này còn bao gồm quần đảo Malta cùng các công quốc Apulia và Calabria. Ông bổ nhiệm một nhân vật người Hy Lạp là Georgios xứ Antioch làm "emir của emir" và tiếp tục thuyết hổ lốn của cha. Trong giai đoạn này, Vương quốc Sicilia thịnh vượng và có sức mạnh chính trị, trở thành một trong các nước thịnh vượng nhất tại châu Âu, thậm chí còn hơn Vương quốc Anh. Đáng chú ý, các di dân từ Bắc Ý và Campania đến đảo trong giai đoạn này. Về mặt ngôn ngữ, đảo chuyển từ một phần ba nói tiếng Hy Lạp, hai phần ba nói tiếng Ả Rập vào thời điểm người Norman chinh phục sang hoàn toàn Latinh hoá. Về mặt tôn giáo, đảo hoàn toàn theo Công giáo La Mã; trước đó đảo theo Chính thống giáo Đông phương trong thời Đông La Mã.
Sau một thế kỷ, triều đại Hauteville của người Norman tuyệt tự; hậu duệ trực tiếp cuối cùng là Custanza I của Sicilia kết hôn với Hoàng đế La Mã Thần thánh Heinrich VI. Điều này cuối cùng dẫn đến vương miện Sicilia về tay Nhà Staufer, họ là những người Đức đến từ Schwaben. Quân chủ cuối cùng của gia tộc này là Friedrich II, con trai duy nhất của Custanza, ông là một trong những nhân vật vĩ đại nhất và có văn hoá nhất thời Trung Cổ. Mẹ ông yêu cầu Giáo hoàng Innôcentê III cam kết bảo hộ con trai bà. Giáo hoàng chấp thuận vai trò này, vì nó cho phép ông tách Sicilia khỏi phần còn lại của Đế quốc La Mã Thần thánh, kết thúc nỗi ám ảnh Lãnh thổ Giáo hoàng bị bao vây. Friedrich II bốn tuổi khi đăng cơ làm quốc vương của Sicilia vào năm 1198, tại Palermo. Friedrich II tiếp nhận giáo dục không có hệ thống và được phép chạy nhảy tự do trên đường phố Palermo. Do đó ông tiếp thu nhiều ngôn ngữ nghe được, như tiếng Ả Rập và Hy Lạp, và học một số tri thức của cộng đồng Do Thái. Khi lên tuổi 12, ông miễn nhiệm phó nhiếp chính của Giáo hoàng và tiếp quản chính phủ; và năm 15 tuổi ông kết hôn với Constanza của Aragon, và bắt đầu khôi phục yêu sách với ngôi vị hoàng đế. Sau đó, do cuộc khởi nghĩa của người Hồi giáo, Friedrich II tiêu diệt sự hiện diện của người Ả Rập trên đảo, chuyển toàn bộ người Hồi giáo của Sicilia đến thành phố Lucera tại Apulia từ năm 1221 đến năm 1226. Xung đột giữa Nhà Staufer và Giáo hoàng dẫn đến việc vào năm 1266, Giáo hoàng Innôcentê IV phong cho một quý tộc Pháp là Charles, bá tước xứ Anjou và Provence, làm quốc vương của cả Sicilia lẫn Napoli.

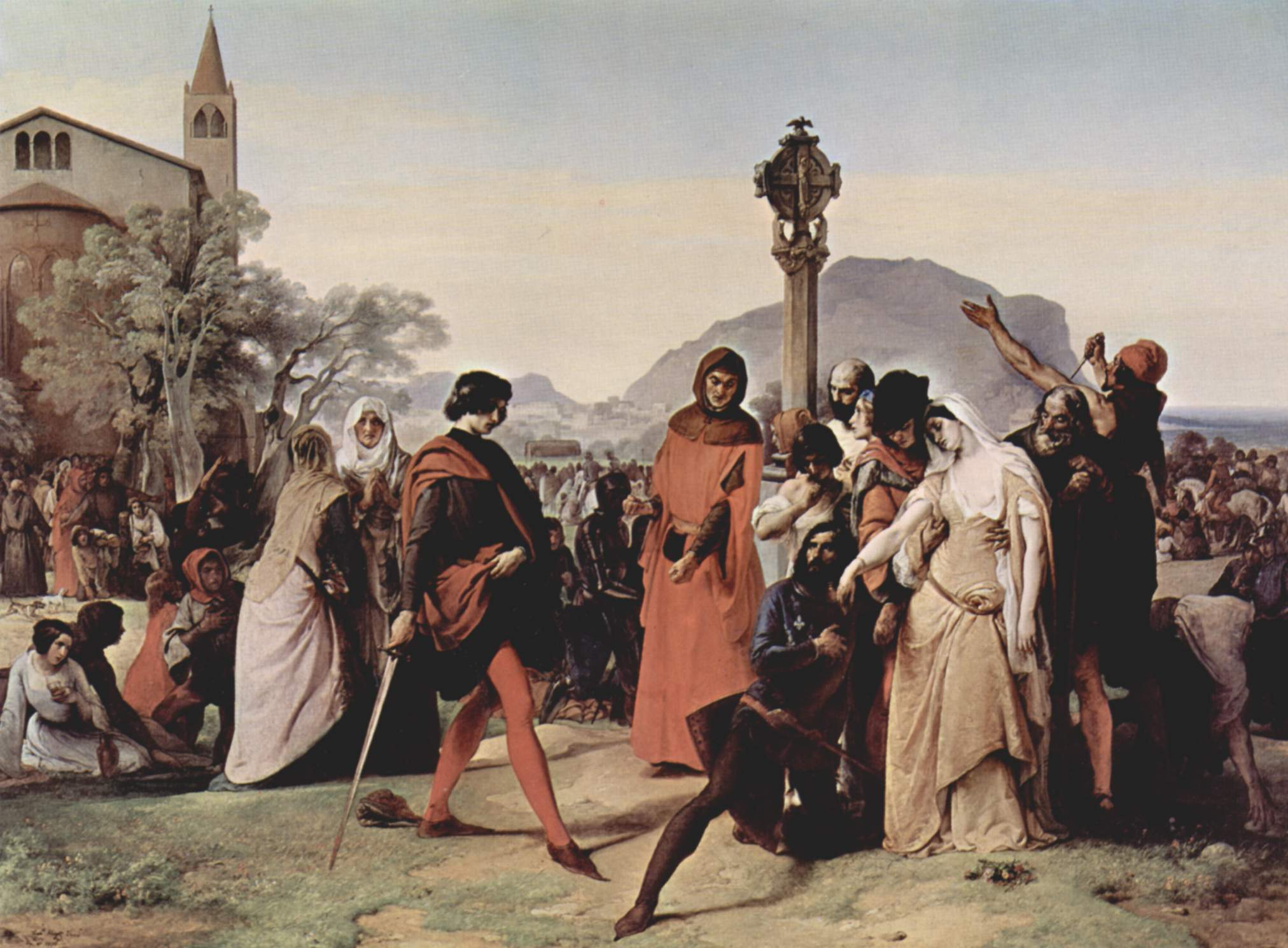
Miêu tả cuộc khởi nghĩa năm 1282 tại Sicilia

Chính quyền của người Pháp bị phản đối mạnh mẽ do ngược đãi và đánh thuế nặng, khiến nhân dân địa phương Sicilia nổi dậy, dẫn đến cuộc khởi nghĩa vào năm 1282 mang tên Chiến tranh Kinh chiều Sicilia, kết cục là gần như toàn bộ người Pháp trên đảo bị giết. Trong chiến tranh, người Sicilia quay sang Pedro III của Aragon, con rể của vị quốc vương Nhà Staufer cuối cùng, sau khi Giáo hoàng từ chối. Pedro giành được quyền kiểm soát Sicilia từ người Pháp, song người Pháp vẫn duy trì kiểm soát Vương quốc Napoli. Một cuộc Thập tự chinh được Giáo hoàng Máctinô IV (người Pháp) phát động vào tháng 8 năm 1283 nhằm chống lại Pedro III và Vương quốc Aragon, song thất bại. Các cuộc chiến tranh tiếp tục cho đến Hoà ước Caltabellotta vào năm 1302, theo đó con trai của Pedro là Federico III được công nhận là quốc vương của đảo Sicily, còn Carlo II được công nhận là quốc vương của Napoli. Sicilia có tư cách một vương quốc độc lập do họ hàng của các quốc vương Aragon cai trị cho đến năm 1409, và sau đó là bộ phận của Vương quốc Liên hiệp Aragon. Vào tháng 10 năm 1347, tại Messina, Sicilia, dịch bệnh Cái chết Đen lần đầu lan đến châu Âu.

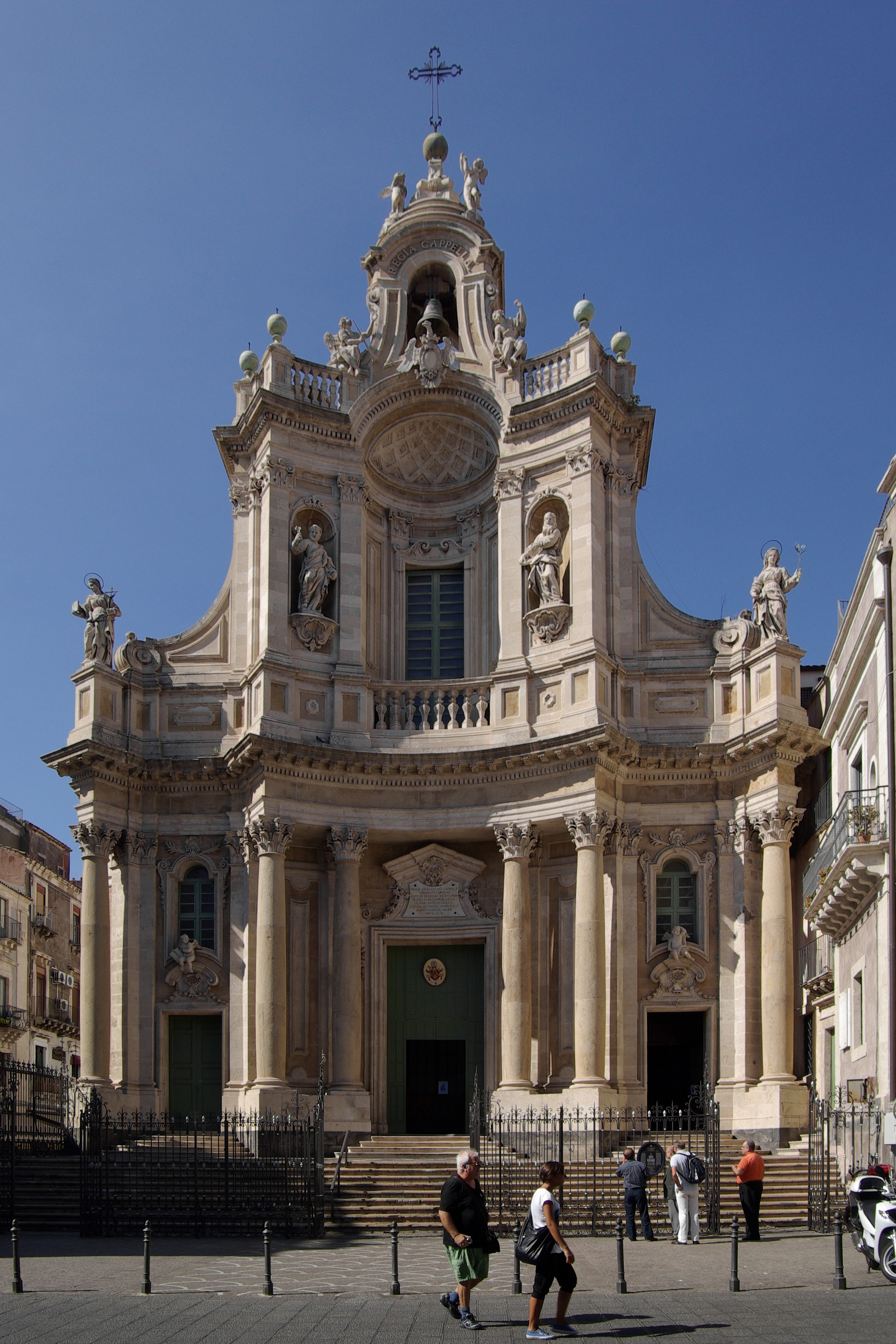
Kiến trúc Baroque Sicilia tại Catania

Sự công kích của Toà án dị giáo Tây Ban Nha vào năm 1492 khiến Fernando II ra sắc lệnh trục xuất toàn bộ người Do Thái khỏi Sicilia. Phần phía đông của đảo phải hứng chịu các trận động đất có sức tàn phá rất lớn vào năm 1542 và 1693. Chỉ vài năm trước trận động đất 1693, trên đảo bùng phát một dịch bệnh dữ dội. Động đất năm 1693 lấy đi khoảng 60.000 mạng sống. Diễn ra các cuộc khởi nghĩa trên đảo trong thế kỷ 17, song chúng bị đàn áp, đặc biệt là các cuộc khởi nghĩa tại Palermo và Messina. Các cuộc tập kích săn nô lệ của người Bắc Phi ngăn cản việc định cư dọc bờ biển cho đến thế kỷ 19. Theo Hiệp ước Utrecht năm 1713, Sicilia được phân cho Nhà Savoy; tuy nhiên giai đoạn này chỉ kéo dài trong bảy năm, do Nhà Savoy đổi Sicilia để lấy Sardegna với Hoàng đế Karl VI của vương triều Habsburg Áo.
Đến khi Áo phải phân tâm trong Chiến tranh Kế vị Ba Lan, một quý tộc Nhà Bourbon là Carlos từ Tây Ban Nha đã có thể chinh phục được Sicilia và Napoli. Ban đầu, Sicilia duy trì là một vương quốc độc lập dưới hình thức liên minh cá nhân, trong khi Nhà Bourbon cai trị hai vương quốc từ Napoli. Tuy nhiên Đế quốc Pháp của Napoléon chiếm được Napoli trong trận Campo Tenese vào năm 1806, và một người Nhà Bonaparte được lập làm quốc vương của Napoli. Ferdinando I của Nhà Bourbon buộc phải triệt thoái đến Sicilia, ông duy trì kiểm soát hoàn toàn đảo nhờ bảo hộ của Hải quân Anh.
Sau đó, Sicilia tham gia các cuộc chiến Napoléon, người Anh dưới quyền Huân tước William Bentinck thiết lập hiện diện quân sự và ngoại giao trên đảo nhằm bảo hộ nơi đây trước một cuộc xâm chiếm của Pháp. Sau khi thắng lợi trong chiến tranh, Sicilia và Napoli hợp nhất thành Vương quốc Hai Sicilia dưới quyền Nhà Bourbon. Các phong trào cách mạng lớn diễn ra vào năm 1820 và 1848 chống chính phủ Bourbon khi người Sicilia tìm cách độc lập; cuộc khởi nghĩa năm 1848 từng đạt kết quả là độc lập cho đảo trong một thời gian ngắn. Tuy nhiên, đến năm sau Nhà Bourbon tái chiếm đảo và thống trị cho đến năm 1860.

### Thống nhất

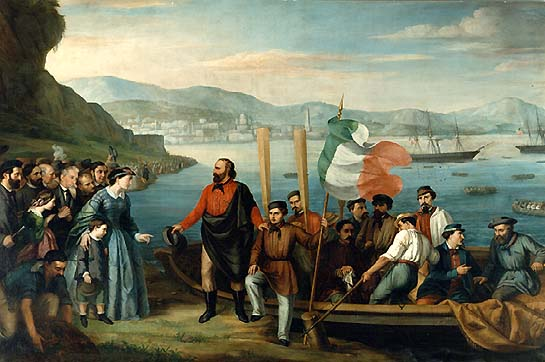
Bắt đầu Cuộc chinh phục nghìn người, 1860.

Trong quá trình thống nhất nước Ý, Giuseppe Garibaldi lãnh đạo một cuộc chinh phục Sicilia vào năm 1860. Cuộc chinh phục bắt đầu tại Marsala, các cư dân Sicilia bản địa tham gia cùng ông chiếm lĩnh miền nam bán đảo Ý. Cuộc hành quân của Garibaldi hoàn thành sau khi chiếm thành Gaeta năm 1861, tại đó quân chủ cuối của Nhà Bourbon bị trục xuất và Garibaldi công bố nền chuyên chính nhân danh Vittorio Emanuele II của Vương quốc Sardegna. Sicilia trở thành bộ phận của Vương quốc Sardegna sau một cuộc trưng cầu dân ý với trên 75% số phiếu tán thành sáp nhập vào ngày 21 tháng 10 năm 1860 (song không phải mọi người đều được cho bỏ phiếu). Sau đó Sicilia trở thành bộ phận của Vương quốc Ý khi nó thay thế Vương quốc Sardegna vào ngày 17 tháng 3 năm 1861.
Kinh tế Sicilia (và rộng hơn là kinh tế Nam Ý) vẫn tương đối kém phát triển sau khi nước Ý thống nhất, bất chấp việc Vương quốc Ý đã đầu tư mạnh về cơ sở hạ tầng hiện đại, và tình trạng này gây ra một làn sóng xuất cư chưa từng có. Năm 1894, các tổ chức của công nhân và nông dân mang tên Fasci Siciliani kháng nghị các điều kiện xã hội và kinh tế tồi tệ trên đảo, song họ bị đàn áp trong vài ngày. Động đất Messina vào ngày 28 tháng 12 năm 1908 khiến hơn 80.000 người thiệt mạng.
Một đặc trưng trong giai đoạn này là việc tiếp xúc lần đầu tiên giữa mafia Sicilia (tập đoàn tội phạm còn gọi là Cosa Nostra) và chính phủ Ý. Nguồn gốc của mafia vẫn chưa rõ ràng, song nói chung họ được thừa nhận là nổi lên vào thế kỷ 18, ban đầu là trong vai trò lực lượng hành pháp tư nhân được thuê để bảo vệ tài sản của các địa chủ và thương gia khỏi các băng cướp (briganti) thường xuyên hoành hành tại thôn quê và các đô thị. Cuộc chiến chống mafia của Vương quốc Ý gây tranh luận và không rõ ràng. Carabinieri (quân cảnh Ý) và đôi khi là Lục quân Ý thường tham gia các cuộc giao tranh khốc liệt chống các thành viên mafia, song các nỗ lực của họ thường vô ích do có hợp tác bí mật giữa mafia và chính quyền địa phương cũng như do tính yếu kém của hệ thống tư pháp Ý.

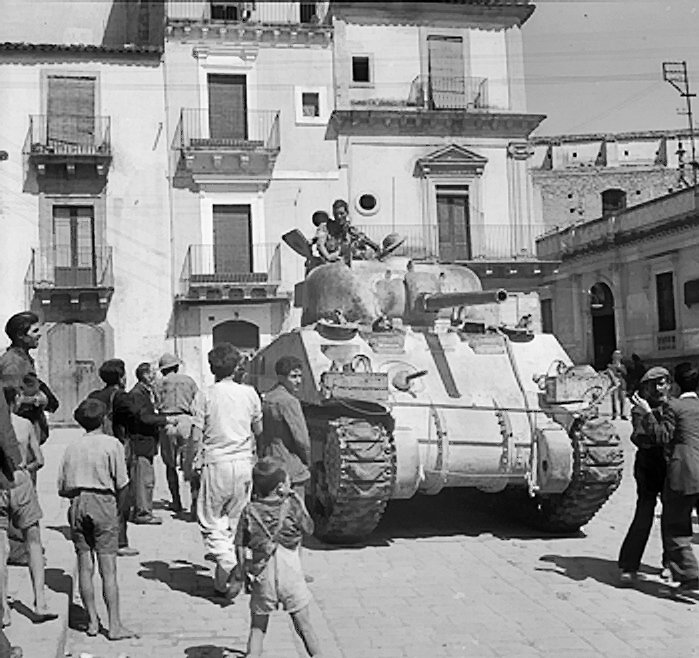
Xe tăng Anh trên đường phố Francofonte năm 1943.

Trong thập niên 1920, chế độ phát xít bắt đầu một hành động quân sự mạnh hơn chống lại mafia, cuộc chiến dưới quyền lãnh đạo của Cesare Mori với biệt danh "quận trưởng thép" do các chính dịch tàn bạo của ông. Đây là lần đầu tiên một hoạt động chống lại mafia Sicilia kết thúc với thành công đáng kể. Trong Chiến tranh thế giới thứ hai, Đồng Minh xâm chiếm Sicilia từ ngày 10 tháng 7 năm 1943. Nhằm chuẩn bị xâm chiếm, Đồng Minh hồi sinh mafia và giúp đỡ họ. Cuộc xâm chiếm Sicilia góp phần vào khủng hoảng ngày 25 tháng 7 khiến chế độ phát xít Ý sụp đổ; nhìn chung, người Sicilia đón nhận nhiệt tình lực lượng Đồng Minh.
Ý trở thành một nước cộng hoà vào năm 1946, và theo Hiến pháp Ý, Sicilia là một trong năm vùng hành chính được trao vị thế đặc biệt là vùng tự trị. Cải cách ruộng đất cục bộ, và tài trợ đặc biệt từ chính sách Cassa per il Mezzogiorno (cấp vốn cho miền nam) của chính phủ Ý từ 1950 đến năm 1984 giúp ích cho kinh tế Sicilia. Trong giai đoạn này điều kiện kinh tế và xã hội trên đảo được cải thiện về tổng thể nhờ các khoản đầu tư quan trọng vào cơ sở hạ tầng như xa lộ và sân bay, và nhờ thiết lập các lĩnh vực công nghiệp và thương mại quan trọng. Trong thập niên 1980, mafia suy yếu mạnh sau một chiến dịch quan trọng thứ nhì dưới quyền lãnh đạo của các quan toà Giovanni Falcone và Paolo Borsellino. Từ năm 1990 đến năm 2005, tỷ lệ thất nghiệp giảm từ 23% xuống 11%.

## Nhân khẩu
Sicilia là nơi dung hoà nhiều nền văn hoá và dân tộc khác nhau, trong đó có người Ý nguyên trú, người Hy Lạp, người La Mã, người Byzantine, người Saracen, người Norman, người Schwaben, người Aragon, người Lombard, người Tây Ban Nha, người Pháp và người Albania, họ đều có đóng góp vào thành phần văn hoá và di truyền của đảo. Khoảng năm triệu người sống tại Sicilia, do đó đây là vùng đông dân thứ tư tại Ý. Trong thế kỷ đầu tiên sau khi nước Ý thống nhất, Sicilia có mức di cư thuần vào hàng âm nhất trong các vùng của Ý do có hàng triệu người di cư sang các quốc gia châu Âu khác, Bắc Mỹ, Nam Mỹ và Úc. Giống như Nam Ý và Sardegna, di cư đến đảo rất thấp so với các vùng khác của Ý do các công nhân có xu hướng tiến về Bắc Ý, nguyên nhân là tại đó có các cơ hội việc làm và công nghiệp tốt hơn. Số liệu năm 2016 của ISTAT cho thấy có khoảng 175 nghìn người nhập cư đến đảo trong tổng số gần 5,1 triệu dân (gần 3,5% dân số); người Romania với trên 50 nghìn là nhóm nhập cư đông nhất, tiếp đến là người Tunisia, Maroc, Sri Lanka, Albania và những người khác chủ yếu đến từ Đông Âu. Giống như phần còn lại của Ý, tại Sicilia ngôn ngữ chính thức là tiếng Ý và tôn giáo chủ yêu là Công giáo La Mã.
Sicilia có hai nhóm thiểu số ngôn ngữ-dân tộc lịch sử là người Lombard Sicilia và người Arbëreshë. Người Lombard Sicilia sống tại bắc-trung của đảo và nói một dạng cô lập của phương ngữ Gaulois-Ý. Họ đến từ miền bắc của Ý, định cư tại Sicilia từ khoảng 900 năm trước, khi người Norman chinh phục đảo. Người Arbëreshë định cư tại miền nam Ý từ thế kỷ 15 đến 18 trong vài làn sóng di cư, họ là người Công giáo Albania chạy sang Ý sau khi Albania bị người Thổ Ottoman chinh phục.

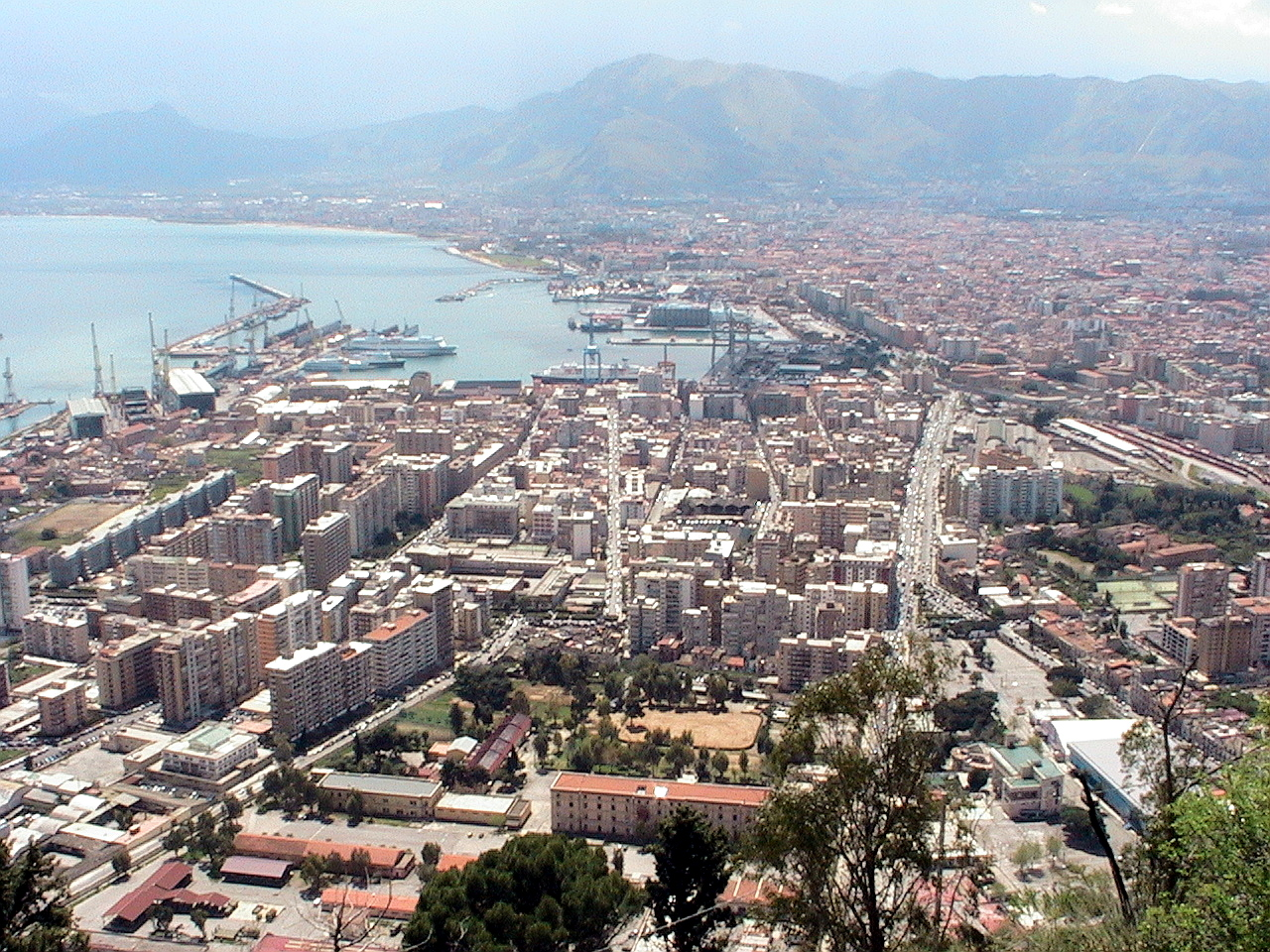
Thành phố Palermo năm 2005

Tại Sicilia ngày nay, hầu hết mọi người nói song ngữ, cả tiếng Ý và tiếng Sicilia. Tiếng Sicilia là một ngôn ngữ riêng biệt và có tính lịch sử của nhóm Roman. Một số từ trong tiếng Sicilia được mượn từ tiếng Hy Lạp, Catalan, Pháp, Ả Rập và các ngôn ngữ khác. Các phương ngữ liên quan đến tiếng Sicilia cũng được nói tại Calabria và Salento trên đại lục Ý; và nó có ảnh hưởng đáng kể lên tiếng Malta. Tuy nhiên việc sử dụng tiếng Sicilia bị hạn chế trong các bối cảnh phi chính thức (hầu hết là trong gia đình) và trong đa số trường hợp nó bị thay thế bằng phương ngữ Sicilia của tiếng Ý, là một sự pha trộn tiếng Ý và tiếng Sicilia.
Tiếng Sicilia có ảnh hưởng vào lúc đầu trong quá trình phát triển tiếng Ý tiêu chuẩn đầu tiên, song việc sử dụng tiếng tiêu chuẩn này bị hạn chế trong tầng lớp tinh hoa tri thức. Đây là một ngôn ngữ văn học tại Sicilia được tạo ra dưới sự bảo trợ của Friedrich II và triều đình (Magna Curia) của ông. Người đứng đầu triều đình là Giacomo da Lentini, bên cạnh đó trường phái Sicilia cũng ra đời trong triều, được truyền cảm hứng từ văn học hát rong tại Pháp. Di sản ngôn ngữ và thơ ca của họ về sau bị đồng hoá vào tiếng Firenze bởi Dante Alighieri, ông tổ của tiếng Ý hiện đại, trong De vulgari eloquentia ông tán dương và cho rằng mọi bài thơ người Ý viết có thể gọi là tiếng Sicilia. Ngôn ngữ này xuất hiện trong sonnet đầu tiên, tác giả cũng được quy cho Giacomo da Lentini.
Giống như hầu hết các vùng khác tại Ý, Công giáo La Mã, là giáo phái chi phối tại Sicilia, và giáo hội vẫn giữ một vị thế quan trọng trong cuộc sống của hầu hết người dân. Trước khi người Norman xâm chiếm, Chính thống giáo Đông phương là tôn giáo chi phối tại Sicilia, và đến nay vẫn còn có một số tín đồ. Ngoài ra, còn có một thiểu số nhỏ người Công giáo Đông La Mã, một giáo đoàn hỗn hợp của người Albania. Hầu hết cư dân vẫn tham dự lễ nhà thờ hàng tuần hoặc ít nhất là các lễ hội tôn giáo, và nhiều người làm lễ kết hôn tại nhà thờ. Người Do Thái hiện diện rộng rãi trên đảo trong ít nhất 1.400 năm và có thể là hơn 2000 năm. Một số học giả tin rằng người Do Thái Sicilia là một trong các tổ tiên của người Do Thái Ashkenazi (từng tập trung tại Đức và Đông Âu). Tuy nhiên, người Do Thái bị trục xuất khỏi đảo vào năm 1492. Hồi giáo từng hiện diện thời Tiểu vương quốc Sicilia, song người Hồi giáo sau đó cũng bị trục xuất. Ngày nay, do nhập cư đến đảo, có các cộng đồng tôn giáo thiểu số như Nhân chứng Jehovah, Hồi giáo, Do Thái giáo và Sikh giáo. Cũng có một lượng khá nhỏ tín đồ Giáo hội Phúc Âm sống trên đảo.

### Khu dân cư lớn
Sicilia có ba thành phố trung tâm:

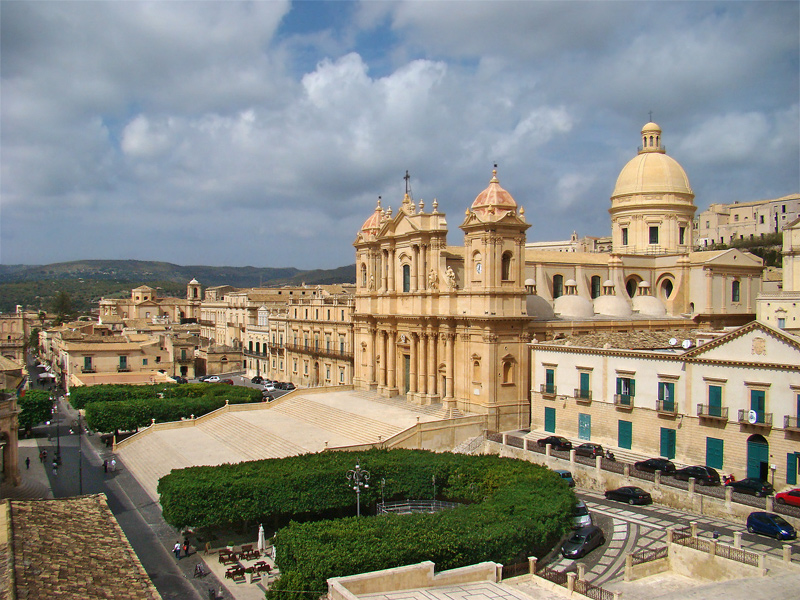
Nhà thờ lớn Noto

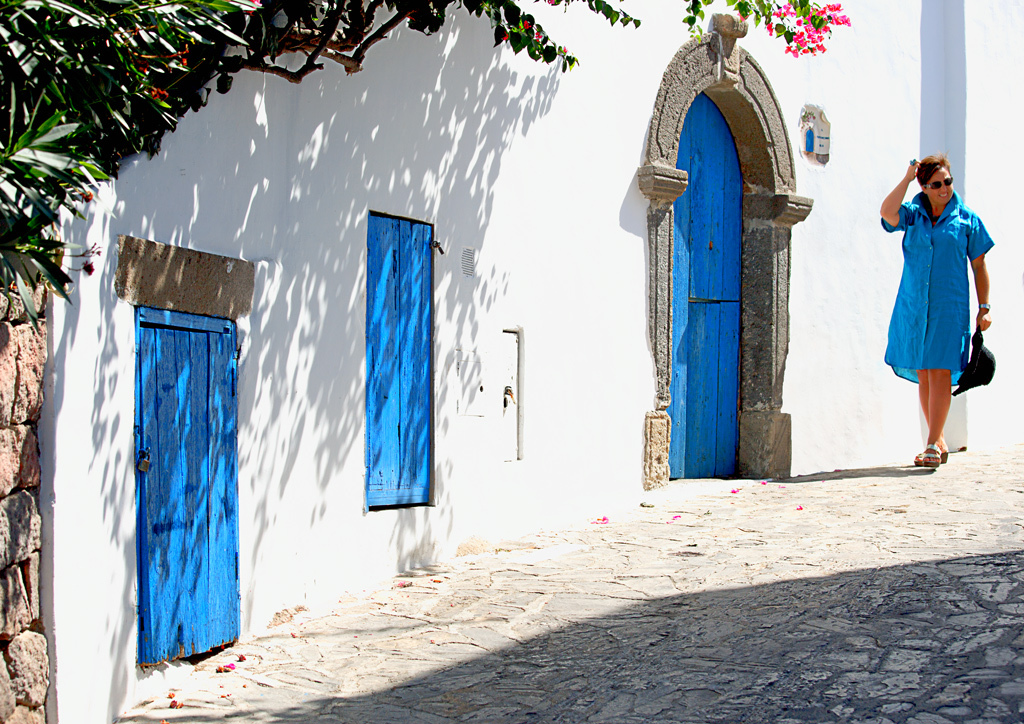
Đường phố trên đảo Panarea

1. Palermo có vùng đô thị mở rộng với 1.044.169 người
2. Catania có vùng đô thị mở rộng với 801.280 người[82]
3. Messina có vùng đô thị mở rộng với 418.916 người.[83]

Về tổng thể, 15 thành phố và thị trấn có dân số trên 50.000 người, đó là:
1. Palermo (677.854)
2. Catania (315.576)
3. Messina (242.121)
4. Siracusa (123.248)
5. Marsala (82.812)
6. Gela (77.295)
7. Ragusa (73.756)
8. Trapani (70.642)
9. Vittoria (63.393)
10. Caltanissetta (60.221)
11. Agrigento (59.190)
12. Bagheria (56.421)
13. Modica (55.294)
14. Acireale (53.205)
15. Mazara del Vallo (51.413).[84]

### Di truyền
Các nhóm đơn bội Y-DNA được phát hiện với tần số như sau tại Sicilia: R1 (36,76%), J (29,65%), E1b1b (18,21%), I (7,62%), G (5,93%), T (5,51%), Q (2,54%). Các nhóm đơn bội R1 và I là điển hình cho cư dân Tây Âu còn J và E1b1b gồm các nhánh phân bổ khác nhau tại Trung Đông, Bắc Phi và châu Âu. Người Norman, Schwaben và các dân tộc German đóng góp khoảng 8% dòng phụ hệ (nhóm đơn bội I). Một nghiên cứu di truyền gần đây về cư dân miền nam Ý và Sicilia cho thấy rằng người Sicilia có thành phần di truyền học rất tương đồng với người Ý tại các vùng lân cận là Calabria, Basilicata và Apulia. Ngoài nước Ý, theo một nghiên cứu, người Hy Lạp tại Crete, Laconia và Peloponese gần gũi nhất về di truyền học với người Sicilia. Theo một nghiên cứu khác, người Sicilia gần gũi nhất với những người miền nam Ý khác và người Hy Lạp từ Crete và quần đảo Aegean, song khác biệt với toàn bộ người Hy Lạp tại đại lục.
| Tần số (%) của nhiễm sắc thể Y (n=236) và DNA ti thể (n=313) haplogroups | Tần số (%) của nhiễm sắc thể Y (n=236) và DNA ti thể (n=313) haplogroups | Tần số (%) của nhiễm sắc thể Y (n=236) và DNA ti thể (n=313) haplogroups |
| ------------------------------------------------------------------------ | ------------------------------------------------------------------------ | ------------------------------------------------------------------------ |
| Nhiễn sắc thể Y                                                          | DNA ti thể                                                               |                                                                          |
| 1,27% E-V12                                                              | 0,64% L3                                                                 |                                                                          |
| 5,93% E-V13                                                              | 1,92% M                                                                  |                                                                          |
| 3,81% E-V22                                                              | 3,52% N                                                                  |                                                                          |
| 0,42% E-V65                                                              | 2,56% I                                                                  |                                                                          |
| 2,12% E-M81                                                              | 0,96% W                                                                  |                                                                          |
| 4,66% E-M123                                                             | 4,47% X                                                                  |                                                                          |
| 5,93% G                                                                  | 1,28% R                                                                  |                                                                          |
| 7,62% I                                                                  | 4,79% HV                                                                 |                                                                          |
| 3,81% J1                                                                 | 38,02% H                                                                 |                                                                          |
| 25,84% J2                                                                | 1,60% V                                                                  |                                                                          |
| 5,51% T                                                                  | 13,10% T                                                                 |                                                                          |
| 0,42% L                                                                  | 9,90% J                                                                  |                                                                          |
| 2,54% Q                                                                  | 12,47% U*                                                                |                                                                          |
| 5,51% R1a                                                                | 0,64% U6                                                                 |                                                                          |
| 24,58% R1b                                                               | 4,15% K                                                                  |                                                                          |

## Chính trị
Chính trị Sicilia nằm trong khuôn khổ dân chủ nghị viện tổng thống, theo đó chủ tịch chính quyền vùng là người đứng đầu chính phủ, và có một hệ thống đa đảng. Quyền hành pháp thuộc về chính quyền vùng, quyền tư pháp được trao cho cả chính quyền và Hội đồng vùng Sicilia. Thủ phủ của Sicilia là thành phố Palermo.
Sicilia có truyền thống nghiêng về trung-hữu trong các cuộc bầu cử. Từ năm 1943 đến năm 1951 còn có một chính đảng chủ trương ly khai mang tên là Phong trào Độc lập Sicilia (Movimento Indipendentista Siciliano, MIS). Thành tích bầu cử tốt nhất của đảng này là trong tổng tuyển cử năm 1946, khi họ giành được 8,8% phiếu tại Sicilia, có bốn ghế trong nghị viện. Tuy nhiên, phong trào không giành được ghế nào trong tổng tuyển cử năm 1948 và 1951. Mặc dù chưa từng giải thể chính thức, song ngày nay phong trào không còn là bộ phận của chính trị Sicilia. Sau Chiến tranh thế giới thứ hai, Sicilia trở thành một thành trì của Đảng Dân chủ Cơ Đốc giáo, nhằm phản đối Đảng Cộng sản Ý. Những người cộng sản và hậu thân của họ (Đảng Dân chủ cánh tả, Những người Dân chủ cánh tả và nay là Đảng Dân chủ) chưa từng thắng tại khu vực cho đến năm 2012. Sicilia từ năm 2012 nằm dưới quyền quản lý của một liên minh trung-hữu giữa Đảng Dân chủ và Liên hiệp Dân chủ Cơ Đốc giáo và Trung dung.

Các tỉnh của Sicilia

Về hành chính, Sicilia được chia thành chín tỉnh, mỗi tỉnh có một thành phố thủ phủ cùng tên. Các đảo nhỏ xung quanh cũng là bộ phận của các tỉnh Sicilia: quần đảo Eolie (Messina), đảo Ustica (Palermo), quần đảo Egadi (Trapani), đảo Pantelleria (Trapani) và quần đảo Pelagie (Agrigento).
| Tỉnh                        | Diện tích (km²) | Dân số (2011) | Mật độ (người/km²) |
| --------------------------- | --------------- | ------------- | ------------------ |
| Tỉnh Agrigento              | 3.042           | 453.594       | 149,1              |
| Tỉnh Caltanissetta          | 2.128           | 271.168       | 127,4              |
| Thành phố trung tâm Catania | 3.552           | 1.090.620     | 307,0              |
| Tỉnh Enna                   | 2.562           | 172.159       | 67,2               |
| Thành phố trung tâm Messina | 3.247           | 652.742       | 201,0              |
| Thành phố trung tâm Palermo | 4.992           | 1.249.744     | 250,3              |
| Tỉnh Ragusa                 | 1.614           | 318.980       | 197,6              |
| Tỉnh Siracusa               | 2.109           | 403.559       | 191,3              |
| Tỉnh Trapani                | 2.460           | 436.240       | 177,3              |

## Kinh tế

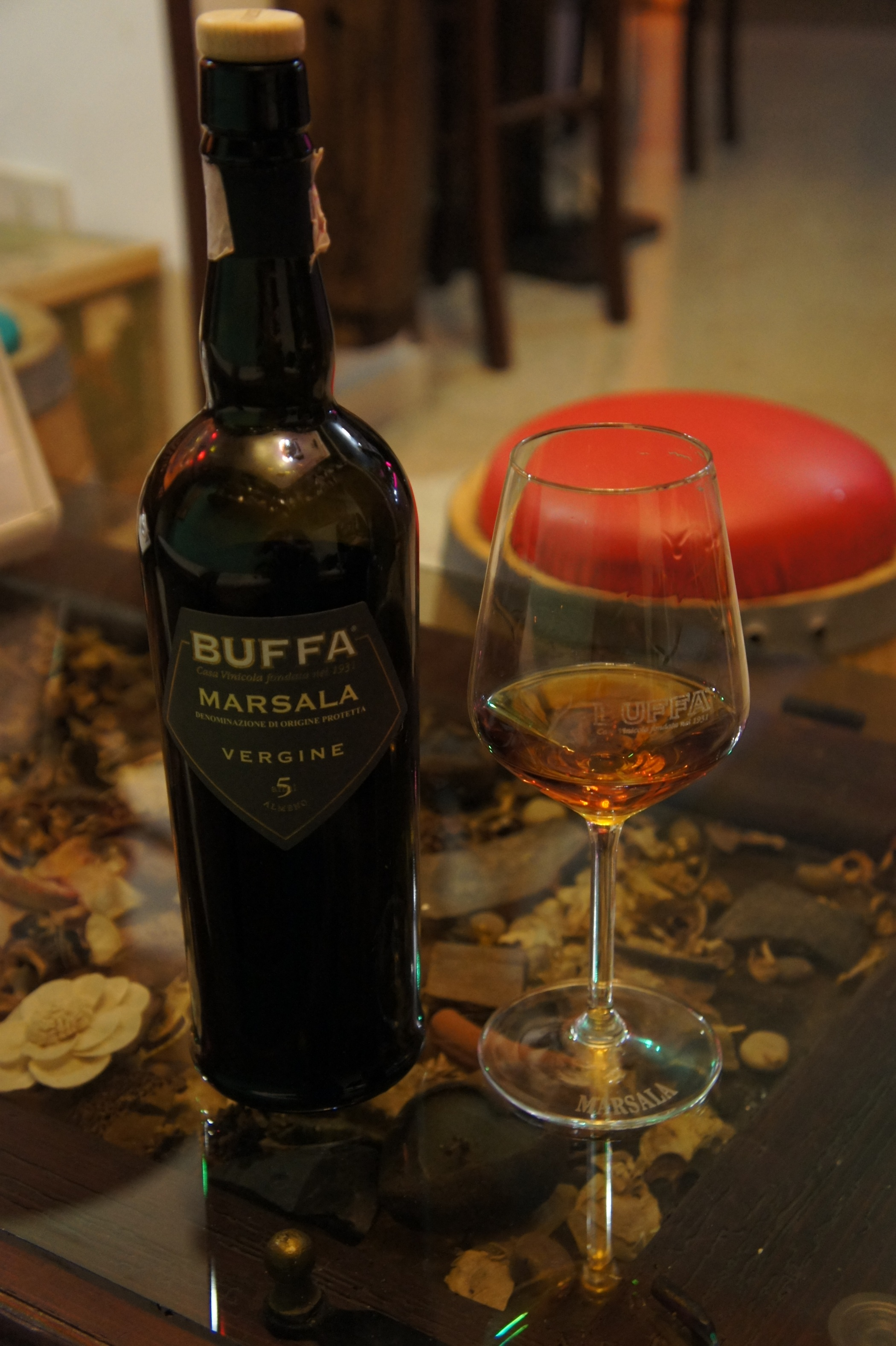
Rượu vang Marsala.

Nhờ tăng trưởng đều đặn trong những năm gần đây, Sicilia đứng thứ tám trong các vùng của Ý về tổng GDP. Một loạt các cải cách và đầu tư vào nông nghiệp như áp dụng các hệ thống tưới tiêu hiện đại đã khiến ngành kinh tế quan trọng này tăng tính cạnh tranh. Trong thập niên 1970, diễn ra tăng trưởng trong lĩnh vực công nghiệp nhờ thành lập một số nhà máy. Trong những năm gần đây, tầm quan trọng của ngành dịch vụ tăng lên khi khánh thành một vài khu mua sắm và tăng trưởng có mức độ của các hoạt động tài chính và viễn thông. Du lịch là một nguồn thu quan trọng cho đảo nhờ các di sản tự nhiên và lịch sử tại đây. Ngày nay, Sicilia đang đầu tư lượng lớn tiền vào các công trình xây dựng lưu trú, nhằm tăng sức cạnh tranh của ngành du lịch. Tuy nhiên, Sicilia vẫn tiếp tục có GDP bình quân dưới trung bình toàn quốc và có tỷ lệ thất nghiệp cao hơn phần còn lại của Ý. Khác biệt này hầu hết là do ảnh hưởng tiêu cực của mafia, họ vẫn hoạt động tại một số khu vực dù đã suy yếu nhiều so với trước đây.
Sicilia từ lâu đã nổi danh là có đất đai phì nhiêu do hiện tượng phun trào núi lửa trong quá khứ và hiện tại. Nông nghiệp địa phương cũng hưởng lợi từ khí hậu ôn hoà trên đảo. Các nông sản chính là lúa mì, thanh yên, cam, chanh vàng, cà chua, ô liu, dầu ô liu, actisô, xương rồng Nopal, quả hạnh, nho, hồ trăn và rượu vang. Bò và cừu cũng được nuôi trên đảo. Sản xuất pho mát đặc biệt quan trọng nhờ Ragusano DOP và Pecorino Siciliano DOP. Ragusa nổi tiếng với các sản phẩm mật ong (Miele Ibleo) và sô cô la (Cioccolato di Modica IGP).

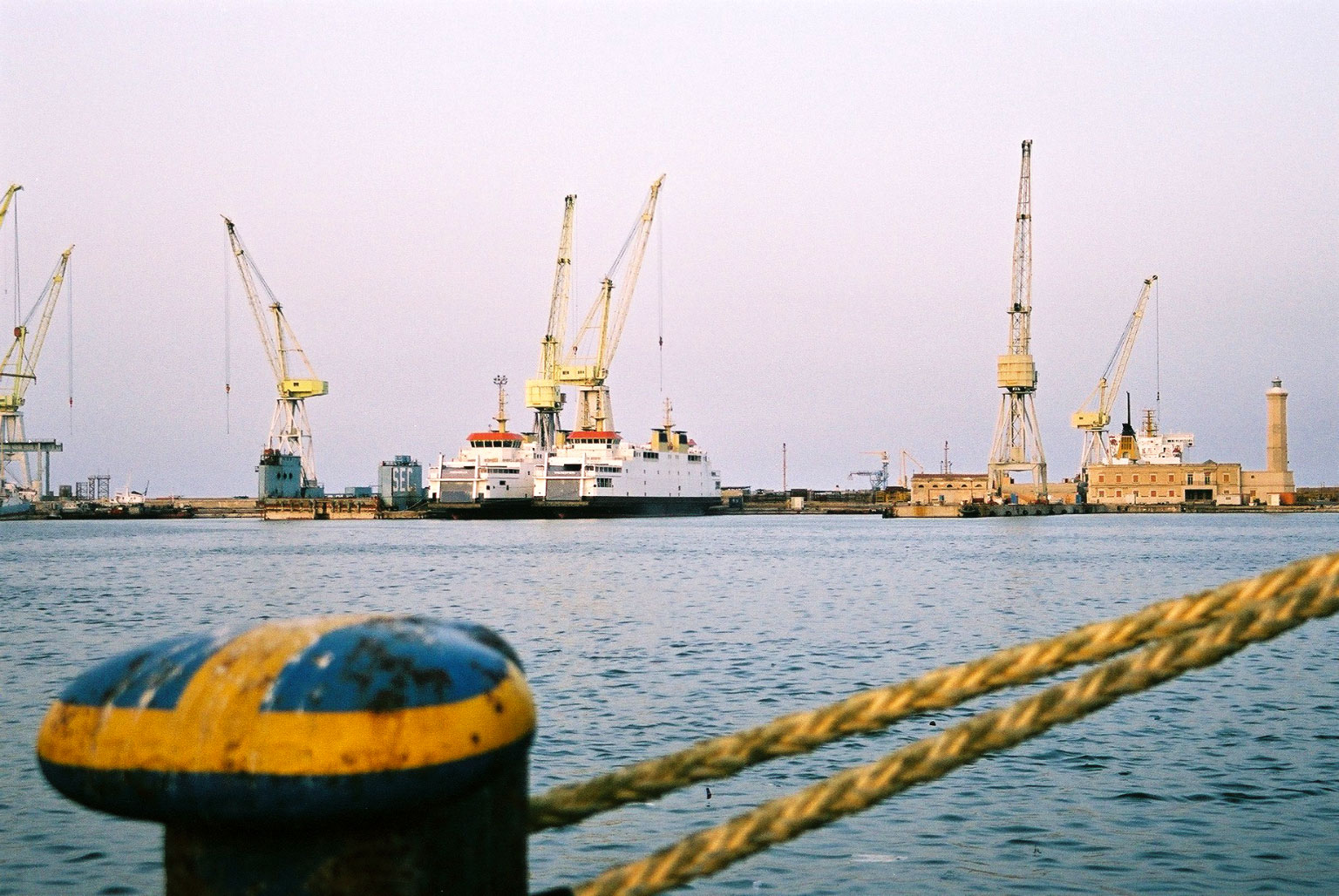
Xưởng đóng tàu Palermo

Ngư nghiệp là một tài nguyên cơ bản của Sicilia, có các ngành đánh bắt cá ngừ, cá mòi, cá kiếm và cá cơm quan trọng. Mazzara del Vallo là trung tâm đánh cá lớn nhất tại Sicilia và nằm vào hàng quan trọng nhất tại Ý.
Các cải thiện về hệ thống đường bộ của Sicilia đã giúp xúc tiến phát triển công nghiệp. Khu vực có ba vùng công nghiệp quan trọng: Vùng công nghiệp Catania có một số ngành công nghiệp thực phẩm, và có một trung tâm công nghiệp điện tử vào hàng tốt nhất châu Âu mang tên Thung lũng Etna với các văn phòng và nhà xưởng của các công ty quốc tế như STMicroelectronics và Numonyx; Vùng hoá dầu Siracusa có công nghiệp hoá chất, các nhà máy lọc dầu, nhà máy điện quan trọng; Vùng công nghiệp Enna có các ngành công nghiệp thực phẩm. Tại Palermo, có các xưởng đóng tàu (như Fincantieri), nhà máy cơ khí của các công ty nổi tiếng như Ansaldo Breda, ngành xuất bản và dệt. Các ngành hoá chất cũng có tại thành phố trung tâm Messina (Milazzo) và tại tỉnh Caltanissetta (Gela). Có các mỏ dầu thô, khí đốt tự nhiên và nhựa đường tại phía đông nam (hầu hết là gần Ragusa) và trữ lượng khổng lồ halit tại miền trung Sicilia. Tỉnh Trapani là một trong những nơi sản xuất muối biển nhiều nhất tại Ý.

### Khoa học
Catania có một trong số bốn phòng thí nghiệm của Viện Vật lý Hạt nhân Quốc gia, tại đó có một máy xiclotron dùng proton cho các thí nghiệm vật lý hạt nhân và để điều trị ung thư (trị liệu proton). Noto có một trong các kính viễn vọng lớn nhất tại Ý, thực hiện các quan sát trắc địa và thiên văn. Có các đài thiên văn tại Palermo và Catania, do Viện Vật lý học thiên thể Quốc gia điều hành. Tại Đài thiên văn Palermo, nhà thiên văn học Giuseppe Piazzi khám phá tiểu hành tinh đầu tiên và lớn nhất là Ceres (nay được nhìn nhận là một hành tinh lùn) vào năm 1801; Catania có hai đài thiên văn, một đài nằm ở độ cao 1.800 m trên núi Etna.
Siracusa cũng là một trung tâm thực nghiệm cho công nghệ năng lượng Mặt trời thông qua dự án nhà máy điện Mặt trời Archimede, đây là nhà máy điện Mặt trời tập trung đầu tiên sử dụng muối nóng chảy để chuyển đổi và lưu trữ nhiệt được tích hợp với một thiết bị khí chu trình hỗn hợp. Toàn bộ nhà máy thuộc quyền sở hữu và điều hành của Enel. Thị trấn du lịch Erice cũng là một địa điểm khoa học quan trọng nhờ Quỹ và Trung tâm Ettore Majorana về Văn hoá khoa học EMFCSC, bao gồm 123 trường trên khắp thế giới, bao phủ toàn bộ các nhánh khoa học, cung cấp các khoá trình, hội nghị chuyên đề, hội thảo và hội nghị thường niên. Tổ chức do nhà vật lý học Antonino Zichichi thành lập nhằm vinh danh một nhà khoa học khác của đảo là Ettore Majorana, được biết đến với phương trình Majorana và hạt Majorana. Các nhà khoa học nổi tiếng của Sicilia còn gồm có Stanislao Cannizzaro (hoá học), Giovanni Battista Hodierna và Niccolò Cacciatore (thiên văn học).
Sicilia có bốn trường đại học: Đại học Catania có từ năm 1434 và là đại học lâu năm nhất trên đảo. Ngày nay trường có 12 khoa với trên 62.000 sinh viên, cung cấp các chương trình bậc đại học và sau đại học. Catania còn có Scuola Superiore, một tổ chức hàn lâm có liên kết với Đại học Catania, nhắm mục tiêu vào sự xuất sắc trong giáo dục. Đại học Palermo là trường lâu năm thứ nhì, chính thức được thành lập vào năm 1806, song tường thuật lịch sử cho thấy rằng y học đã được dạy tại đây từ cuối thế kỷ 15, vườn thực vật Palermo là trụ sở của khoa thực vật thuộc đại học và cũng mở cửa cho du khách. Đại học Messina, thành lập vào năm 1548 bởi Inhaxiô nhà Loyola, gồm có 11 khoa. Đại học Kore Enna thành lập vào năm 1995.

## Giao thông

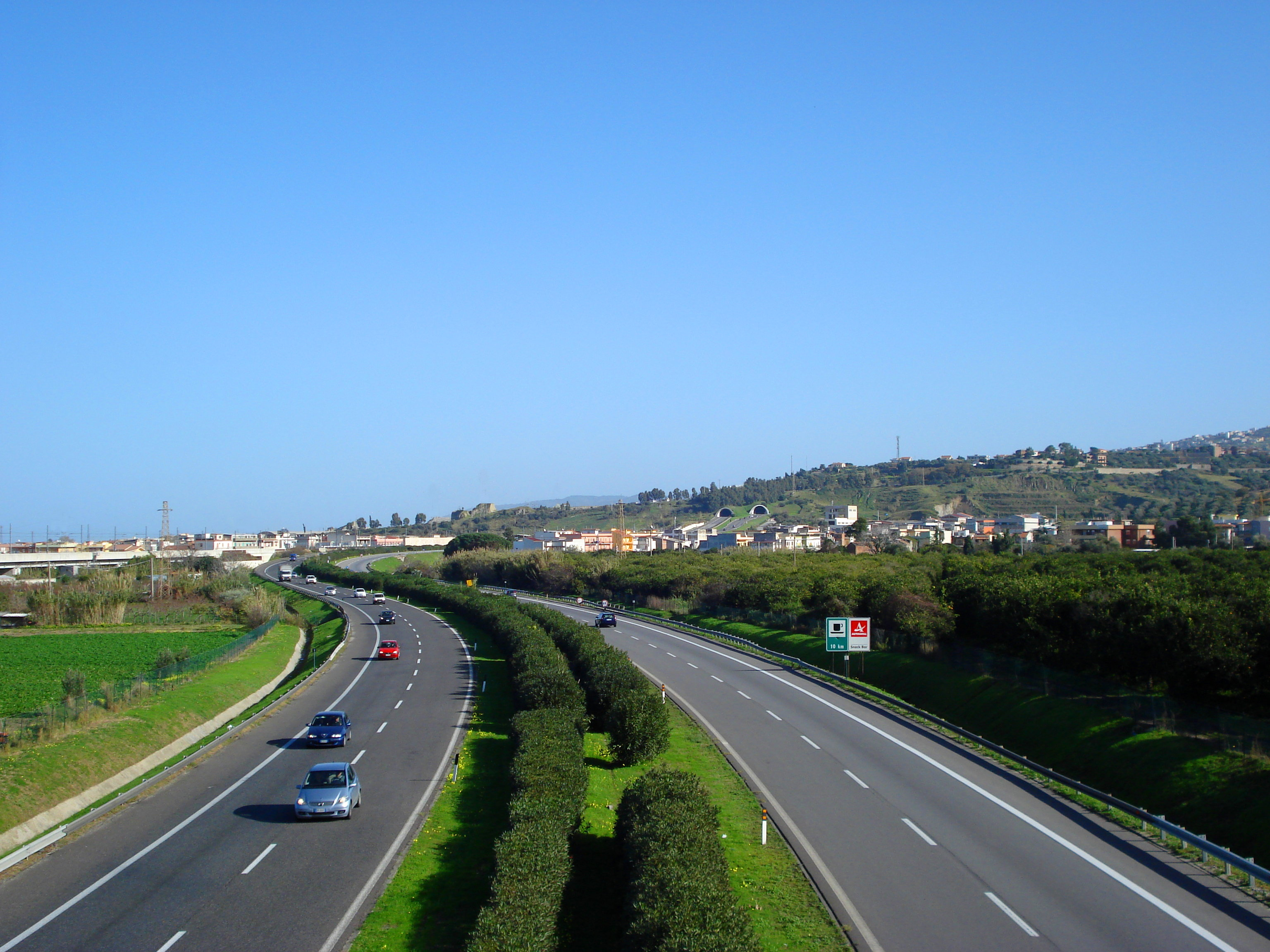
Xa lộ Messina-Palermo A20 gần Torregrotta

Các xa lộ được xây dựng và mở rộng trong vài thập niên qua, các tuyến đường bộ đáng chú ý nhất tại Sicilia là các xa lộ (gọi là autostrada) chạy khắp phần phía bắc của đảo. Phần lớn mạng lưới xa lộ được nâng bằng cột trụ do địa hình núi non trên đảo. Các tuyến đường chính khác tại Sicilia là Strade Statali như SS.113 liên kết Trapani đến Messina (qua Palermo), SS.114 Messina-Siracusa (qua Catania) và SS.115 Syracuse-Trapani (qua Ragusa, Gela và Agrigento).
| Ký hiệu | Xa lộ                         | Dài                       | Thu phí | Dịch vụ |
| ------- | ----------------------------- | ------------------------- | ------- | ------- |
|         | A18 Messina-Catania           | 76 km (47 mi)             | Có      | Có      |
|         | RA15 vành đai Catania (tây)   | 24 km (15 mi)             | Miễn    | Có      |
|         | Xa lộp Catania-Siracusa       | 25 km (16 mi)             | Miễn    | Không   |
|         | A18 Siracusa-Rosolini         | 40 km (25 mi)             | Miễn    | Không   |
|         | A19 Palermo-Catania           | 199 km (124 mi)           | Miễn    | Có      |
|         | A20 Palermo-Messina           | 181 km (112 mi)           | Có      | Có      |
|         | A29 Palermo-Mazara del Vallo  | 119 km (74 mi)            | Miễn    | Không   |
|         | A29dir Alcamo-Trapani/Marsala | 38 và 44 km (24 và 27 mi) | Miễn    | Không   |

Tuyến đường sắt đầu tiên tại Sicilia được khánh thành vào năm 1863 (Palermo-Bagheria) và hiện nay toàn bộ các tỉnh của Sicilia đều có dịch vụ đường sắt, liên kết hầu hết các thành thị chính; dịch vụ này do Trenitalia điều hành. Trong số 1.378 đường ray đang sử dụng, có trên 60% đã được điện khí hoá trong khi 583 km còn lại dùng động cơ diesel. 88% đường ray (1.209 km) là khổ đơn, và 169 km là khổ đôi phục vụ hai tuyến chính Messina-Palermo (biển Tyrrhenus) và Messina-Catania-Siracusa (biển Ionia). Trong số các tuyến đường sắt khổ hẹp, Ferrovia Circumetnea là tuyến duy nhất vẫn hoạt động, đi quanh núi Etna. Từ các thành phố chính của Sicilia, có các dịch vụ đến Napoli và Roma, do các chuyến tàu hoả được chở bằng phà sang đại lục. Tại Catania có một dịch vụ tàu hoả chạy ngầm (metropolitana di Catania); hãng đường sắt quốc doanh Trenitalia điều hành một tuyến đường sắt đô thị tại Palermo, thủ phủ của Sicilia còn có tuyến đường ray xe điện 4 AMAT; Messina cũng có một tuyến đường ray xe điện.
Đại lục Sicilia có một số sân bay với nhiều điểm đến trong nước, châu Âu và ngoài châu Âu. Sân bay Catania-Fontanarossa nằm tại bờ biển phía đông là sân bay nhộn nhịp nhất trên đảo, sân bay quốc tế Palermo cũng là một sân bay lớn với nhiều đường bay trong nước và quốc tế. Các sân bay khác là Trapani-Birgi (quân sự kết hợp dân sự), Comiso-Ragusa, Palermo-Boccadifalco là sân bay cổ nhất tại Palermo, sân bay hải quân Sigonella, Lampedusa và Pantelleria.

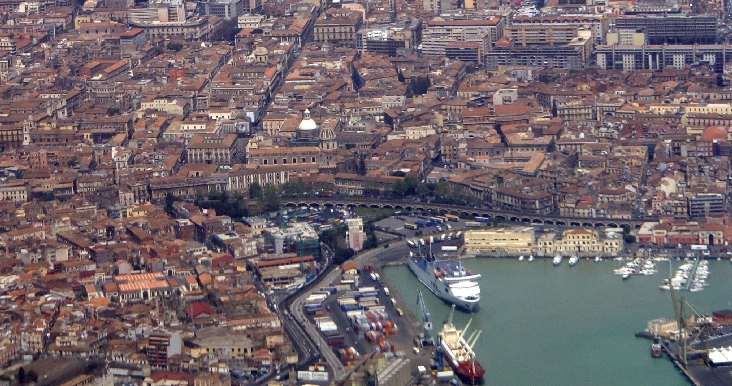
Cảng Catania

Về đường biển, Sicilia có một vài tuyến phà và cảng hàng hoá, và tại tất cả các thành phố lớn đều thường xuyên có tàu du lịch cập bến. Các cảng liên kết với đại lục Ý là Messina (đến Villa San Giovanni và Salerno), cảng hành khách bận rộn nhất nước Ý, Palermo (tuyến đến Genova, Civitavecchia và Napoli) và Catania (tuyến đến Napoli). Các cảng liên kết đến các đảo nhỏ là cảng Milazzo có tuyến đến quần đảo Eolie, các cảng Trapani và Marsala đến quần đảo Egadi và cảng Porto Empedocle đến quần đảo Pelagie. Từ Palermo có dịch vụ đến đảo Ustica và đến Sardegna. Từ Palermo và Trapani có dịch vụ hàng tuần đến Tunisia và có dịch vụ hàng ngày giữa Malta và Pozzallo. Cảng Augusta là cảng hàng hoá lớn thứ 5 tại Ý, các cảng hàng hoá lớn khác là Palermo, Catania, Trapani, Pozzallo và Termini Imerese. Có một số cảng du lịch dọc bờ biển Sicilia có dịch vụ tàu tư nhân muốn bỏ neo trên đảo. Các cảng du lịch chính là tại Marina di Ragusa, Riposto, Portorosa, Siracusa, Cefalù và Sciacca.
Các kế hoạch về một cây cầu nối Sicilia với đại lục đã được thảo luận từ năm 1865. Các kế hoạch được phát triển để tạo một liên kết đường bộ và đường sắt với đại lục qua một công trình được dự tính là cầu treo dài nhất thế giới mang tên cầu Eo biển Messina. Kế hoạch về dự án trải qua một số khởi đầu thất bại, như vào tháng 3 năm 2009, chính phủ của Silvio Berlusconi từng tuyên bố rằng công việc xây dựng cầu Messina bắt đầu vào ngày 23 tháng 12 năm 2009, và tuyên bố một cam kết đóng góp 1,3 tỷ euro cho tổng chi phí xây cầu ước tính lên đến 6,1 tỷ euro. Kế hoạch bị chỉ trích từ các hiệp hội môi trường cùng một số cư dân bản địa tại Sicilia và Calabria, họ lo ngại về tác động môi trường, tính bền vững kinh tế và khả năng xâm nhập của tội phạm có tổ chức. Với lý do ngân sách, kế hoạch lại bị chính phủ của Thủ tướng Mario Monti hoãn vào tháng 2 năm 2013.

## Du lịch

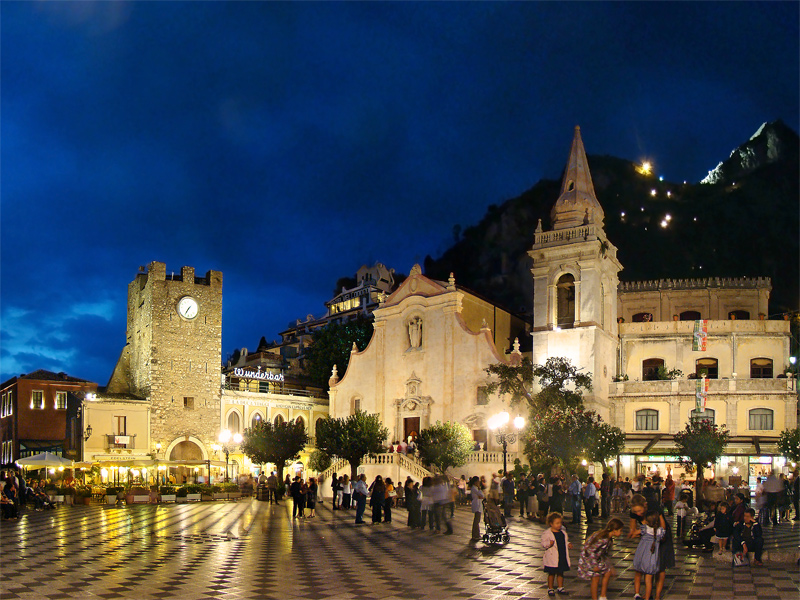
Quảng trường trung tâm Taormina.

Ánh nắng, khí hậu khô, quang cảnh, ẩm thực, lịch sử và kiến trúc của Sicilia thu hút nhiều du khách từ đại lục Ý và nước ngoài. Mùa cao điểm du lịch tại Sicilia là các tháng mùa hè, song du khách đến đảo quanh năm. Núi Etna, các bãi biển, các di chỉ khảo cổ, và các thành phố lớn như Palermo, Catania, Siracusa, và Ragusa là các điểm du lịch được ưa thích, song thị trấn cổ Taormina và khu nghỉ dưỡng ven biển Giardini Naxos gần đó thu hút du khách từ khắp thế giới, các điểm khác là quần đảo Eolie, Erice, Castellammare del Golfo, Cefalù, Agrigento, quần đảo Pelagie và Capo d'Orlando. Một số cảnh quan trong các bộ phim nổi tiếng của Hollywood và Cinecittà được quay tại Sicilia, điều này làm tăng sức thu hút của du lịch địa phương.
Sicilia có bảy di sản thế giới UNESCO: Thung lũng Đền thờ (1997) là một trong các hình mẫu nổi bật nhất về nghệ thuật và kiến trúc Đại Hy Lạp, và là một trong các điểm thu hút chính của Sicilia cũng như là một công trình kỷ niệm quốc gia của Ý. Di tích nằm tại Agrigento. Villa Romana del Casale (1997) là một biệt thự La Mã được xây dựng vào đầu thế kỷ 4 và nằm cách khoảng 3 km bên ngoài thị trấn Piazza Armerina. Trong biệt thự có bộ sưu tập phong phú, lớn và phức hợp nhất về đồ khảm La Mã trên thế giới. Quần đảo Eolie (2000) là một quần đảo núi lửa trên biển Tyrrhenus, được đặt tên theo á thần gió Aeolus, và là điểm du lịch phổ biến vào mùa hè, mỗi năm thu hút đến 200.000 du khách. Thị trấn Baroque muộn Val di Noto (2002) tiêu biểu cho sự nở rộ cực độ và cuối cùng của nghệ thuật Baroque tại châu Âu". Di sản bao gồm một số thị trấn: Caltagirone, Militello in Val di Catania, Catania, Modica, Noto, Palazzolo Acreide, Ragusa và Scicli. Nghĩa địa Pantalica (2005) là một nghĩa địa lớn tại Sicilia với trên 5.000 ngôi mộ có niên đại từ thế kỷ 13 đến thế kỷ 7 TCN. Siracusa nổi tiếng vì di sản phong phú trong lịch sử, văn hoá, đài vòng và kiến trúc Hy Lạp. Núi Etna (2013) là một trong các núi nửa hoạt động nhất trên thế giới và tạo ra các thần thoại, truyền thuyết và quan sát tự nhiên từ người Hy Lạp, Celt và La Mã thời cổ trung đại. "Palermo Ả Rập-Norman và các nhà thờ lớn Cefalù và Monreale" bao gồm một loạt chín kiến trúc dân sự và tôn giáo có niên đại từ thời kỳ Vương quốc Sicilia (1130–1194) của người Norman

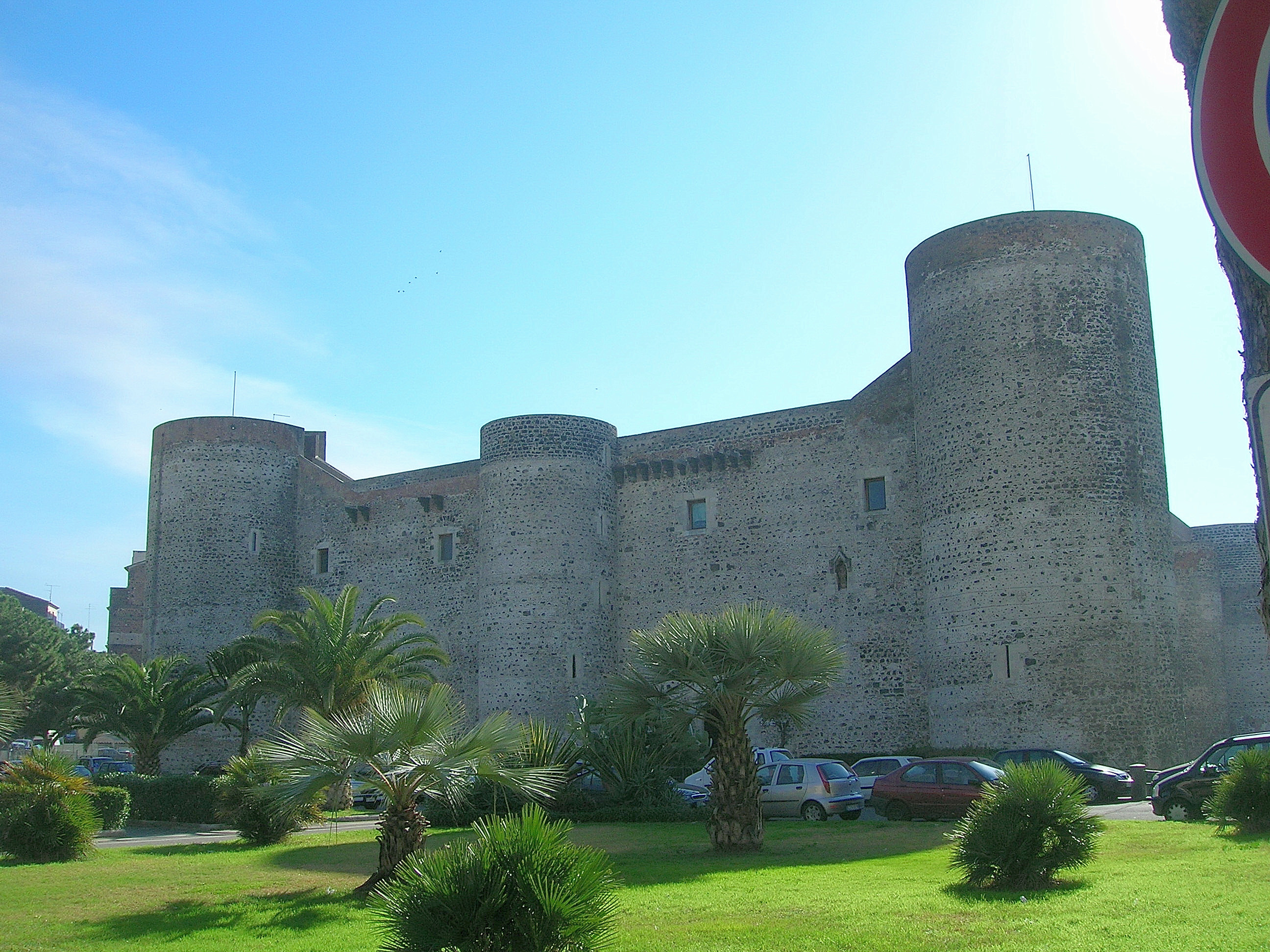
Lâu đài Ursino tại Catania

Do người thuộc nhiều nền văn hoá khác nhau từng định cư, thống trị hoặc xâm chiếm đảo, Sicilia có sự đa dạng rất lớn về các di chỉ khảo cổ học. Một số đền thờ và các cấu trúc khác nổi tiếng nhất và được bảo quản tốt nhất của thế giới Hy Lạp cổ đại nằm tại Sicilia. Các di chỉ của người Hy Lạp và các cộng đồng trước đó: Segesta, Eryx, Cava Ispica, Thapsos, Pantalica. Của riêng người Hy Lạp: Siracusa, Agrigento, Segesta, Selinunte, Gela, Kamarina, Himera, Megara Hyblaea, Naxos, Heraclea Minoa. Di chỉ của người Phoenicia: Motya, Soluntum, Marsala, Palermo. Di chỉ của người La Mã: Piazza Armerina, Centuripe, Taormina, Palermo. Di chỉ của người Ả Rập: Palermo, Mazara del Vallo. Việc khai quật và khôi phục một trong các di chỉ khảo cổ nổi tiếng nhất của Sicilia là Thung lũng Đền thờ tại Agrigento, nằm dưới quyền chỉ đạo của nhà khảo cổ học Domenico Antonio Lo Faso Pietrasanta. Ông cũng giám sát khôi phục các di chỉ cổ đại tại Segesta, Selinunte, Siracusa và Taormina.
Sicilia có hàng trăm lâu đài, đáng chú ý nhất là: Castello Manfredonico, U Cannuni và Castelluccio di Gela tại tỉnh Caltanisetta; Castello Ursino, 
Castello Normanno (Adrano), Castello Normanno (Paternò) và Castello di Aci tại thành phố trung tâm Catania; Forte dei Centri, Castello di Milazzo, 
Castello di Sant'Alessio Siculo, Castello di Pentefur và Castello di Schisò tại thành phố trung tâm Messina; Zisa, Castello di Caccamo, Castello di Carini, Castello dei Ventimiglia tại thành phố trung tâm Palermo; Castello di Donnafugata, Torre Cabrera và Castello Dei Conti tại tỉnh Ragusa; Castello Maniace tại tỉnh Siracusa; Castello di Venere, Lâu đài các bá tước xứ Modica và lâu đài Calatubo tại tỉnh Trapani.
Các tháp ven biển Sicilia (Torri costiere della Sicilia) gồm 218 tháp canh cổ dọc bờ biển của đảo. Tại Sicilia, các tháp ven biển đầu tiên có niên đại từ giai đoạn 1313-1345 thời chế độ quân chủ Aragon. Từ năm 1360, mối đe doạ đến từ nạn cướp biển Bắc Phi ở phía nam. Năm 1516 người Thổ đến định cư tại Algiers, và từ năm 1520, tên cướp biển Hayreddin Barbarossa dưới quyền chỉ huy của Ottoman hoạt động từ cảng này. Hầu hết các tháp được xây dựng theo thiết kế kiến trúc của kiến trúc sư Firenze Camillo Camilliani từ 1583 đến 1584.

## Văn hoá

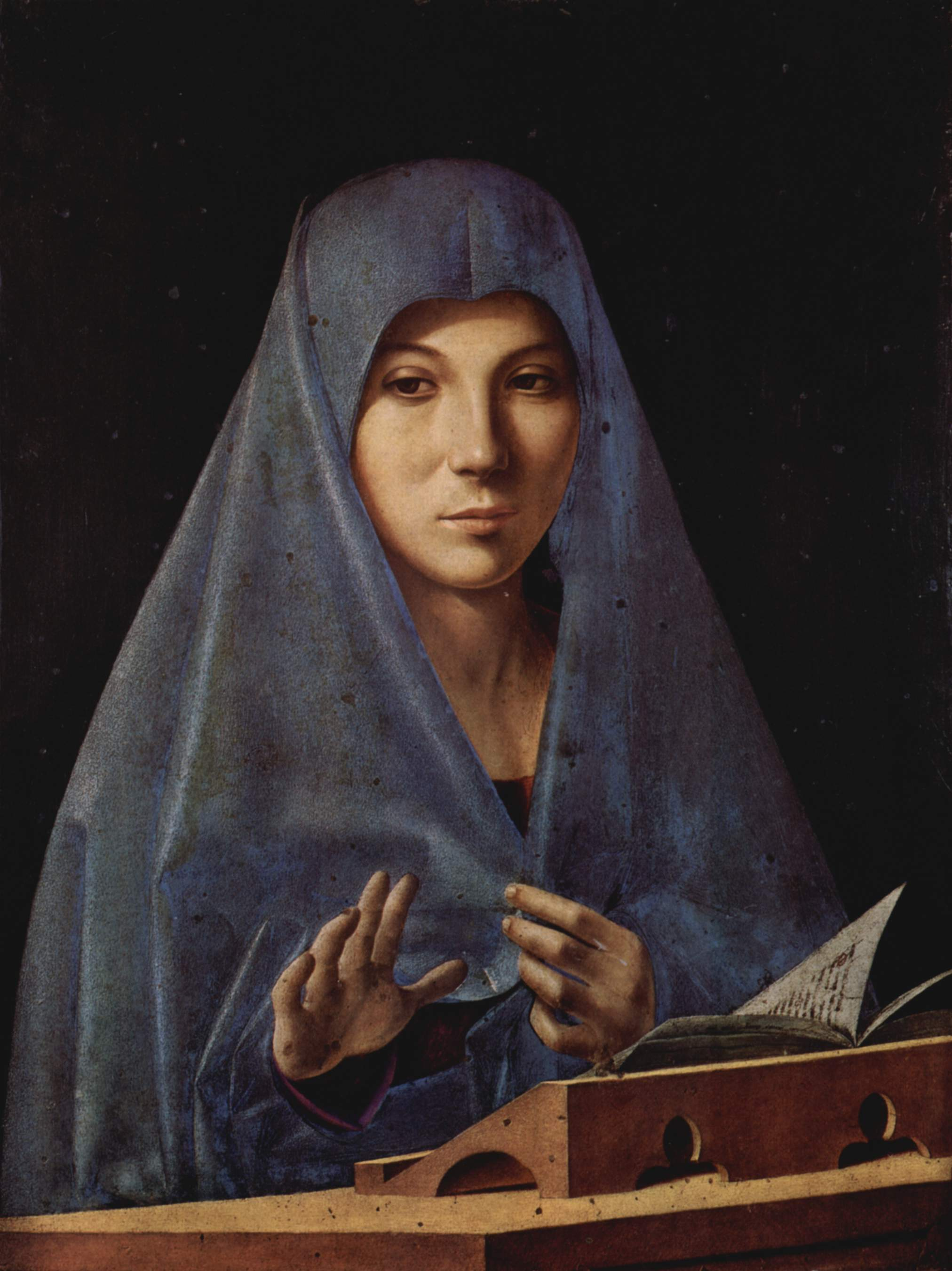
Đức Mẹ truyền tin của Antonello da Messina

Sicilia có liên kết từ lâu với nghệ thuật; nhiều nhà thơ, nhà văn, triết gia, tri thức, kiến trúc sư và họa sĩ có quê hương tại đảo. Lịch sử thanh thế trong lĩnh vực này có thể truy đến triết gia Hy Lạp Archimedes, ông là một người Siracusa bản địa và trở thành một trong các nhà toán học vĩ đại nhất mọi thời đại. Gorgias và Empedocles là hai triết gia người Hy Lạp Sicilia được chú ý nhiều, còn một người Siracusa là Epicharmus được cho là phát minh hài kịch.

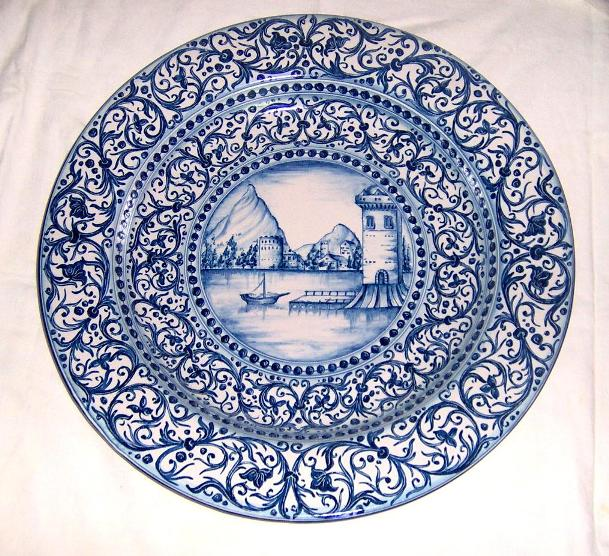
Nghệ thuật hội họa Majolica của Caltagirone

Đồ gốm đất nung của Sicilia nổi tiếng, nghệ thuật đồ gốm có từ thời những cư dân cổ đại ban đầu gọi là Sicani, sau đó nó trở nên hoàn hảo vào giao đoạn người Hy Lạp thuộc địa hoá và vẫn nổi bật và khác biệt cho đến nay. Ngày nay, Caltagirone là một trong các trung tâm quan trọng nhất Sicilia về sản phẩm đồ gốm và điêu khắc đất nung nghệ thuật. Các họa sĩ nổi tiếng gồm họa sĩ Phục hưng Antonello da Messina, Renato Guttuso và Giorgio de Chirico. Giorgio de Chirico thường được mệnh danh là "ông tổ của mỹ thuật siêu thực" và sáng lập phong trào mỹ thuật siêu hình. Các kiến trúc sư nổi tiếng nhất là Filippo Juvarra (một trong những nhân vật quan trọng nhất của kiến trúc Baroque Ý) và Ernesto Basile.

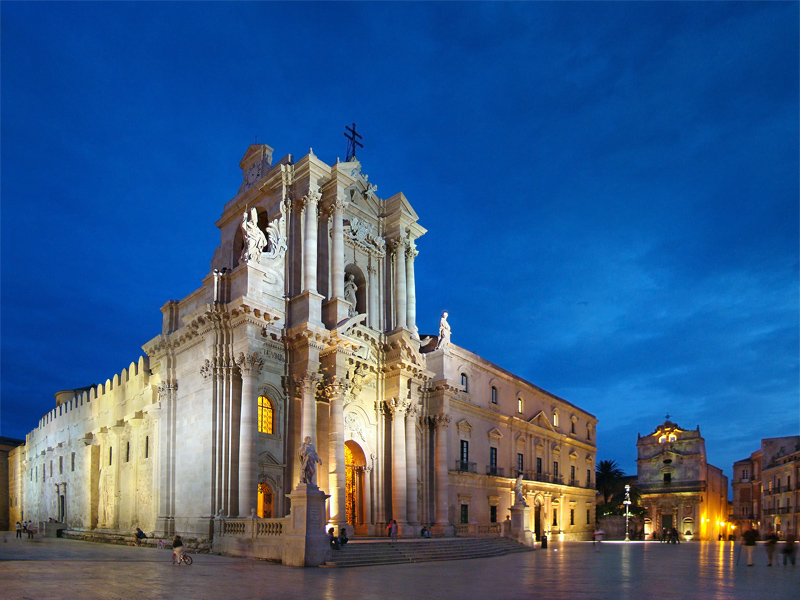
Nhà thờ lớn Siracusa

Kiến trúc baroque Sicilia có bản sắc độc đáo. Noto, Caltagirone, Catania, Ragusa, Modica, Scicli và đặc biệt là Acireale có một số mẫu vào hàng điển hình nhất của kiến trúc baroque Ý. Phong cách baroque tại Sicilia phần lớn bị hạn chế trong các toà nhà của nhà thờ, và palazzi được xây làm dinh thự cá nhân cho giới quý tộc Sicilia. Các ví dụ sớm nhất về phong cách này tại Sicilia thường thiếu cá tính và có đặc trưng là cóp nhặt vụng về các toà nhà mà du khách Sicilia thấy tại Roma, Firenze và Napoli. Tuy nhiên, trong giai đoạn đầu này, các kiến trúc sư địa phương đã bắt đầu kết hợp một số đặc điểm bản địa nhất định của các kiến trúc cổ hơn trên đảo. Đến giữa thế kỷ 18, khi kiến trúc baroque Sicilia khác biệt rõ nét với đại lục.
Palermo có Teatro Massimo, là nhà hát opera lớn nhất tại Ý và lớn thứ ba toàn châu Âu.
Tại Catania, có một nhà hát opera quan trọng khác là Teatro Massimo Bellini với 1.200 chỗ, được cho là một trong các nhà hát opera tốt nhất tại châu Âu do độ vang âm tại đây. Các nhà soạn nhạc của Sicilia phải kể đến là Vincenzo Bellini, Sigismondo d'India, Giovanni Pacini và Alessandro Scarlatti, các nhà soạn nhạc đương đại như Salvatore Sciarrino và Silvio Amato. Nhiều bộ phim từng giành giải thưởng và được đánh giá cao của điện ảnh Ý là được dựng tại Sicilia, trong số các phim được chú ý nhất có "La Terra Trema" và "Il Gattopardo" của Visconti, "Divorzio all'Italiana" và "Sedotta e Abbandonata" của Pietro Germi.

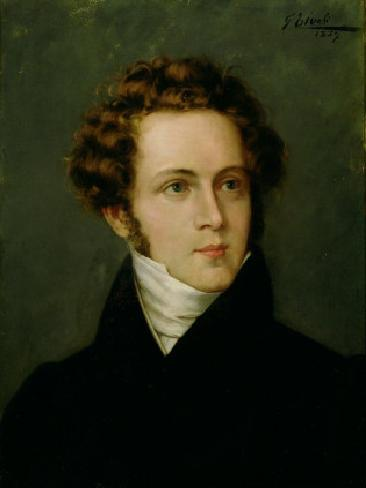
Vincenzo Bellini

Thời hoàng kim của thơ Sicilia bắt đầu vào đầu thế kỷ 13 cùng Trường phái Sicilia của Giacomo da Lentini, ông có ảnh hưởng cao trong văn học Ý. Một số nhân vật đáng chú ý nhất trong các nhà văn và nhà thơ Sicilia là Luigi Pirandello (đoạt giải Nobel năm 1934), Salvatore Quasimodo (đoạt giải Nobel năm 1959), Giovanni Verga (ông tổ của phong trào văn học Ý Verismo), Domenico Tempio, Giovanni Meli, Luigi Capuana, Mario Rapisardi, Federico de Roberto, Leonardo Sciascia, Vitaliano Brancati, Giuseppe Tomasi di Lampedusa, Elio Vittorini, Vincenzo Consolo và Andrea Camilleri (được biết đến với các tiểu thuyết và truyện ngắn có nhân vật chính là vị Thanh tra giả tưởng Salvo Montalbano). Về mặt chính trị, các triết gia nổi bật gồm có Gaetano Mosca và Giovanni Gentile (viết Học thuyết chủ nghĩa phát xít). Về mặt học thuật, phong phú về lịch sử và thẩm mỹ cũng như tính hỗn tạp đa tầng của văn học và văn hoá Sicilia lần đầu được nhận thức theo phương pháp luận và được gắn với thuật ngữ "xuyên văn hoá" bởi học giả Ý học người Đức là Dagmar Reichardt, ông xuất bản một nghiên cứu bao quát về công trình văn học của Giuseppe Bonaviri, và sau đó được trao giải Premio Flaiano Quốc tế vì một bộ sưu tập ba ngôn ngữ (Anh, Ý, Đức) về tính ngưỡng châu Âu của Sicilia, văn học Sicilia và nghiên cứu Sicilia.

### Ẩm thực

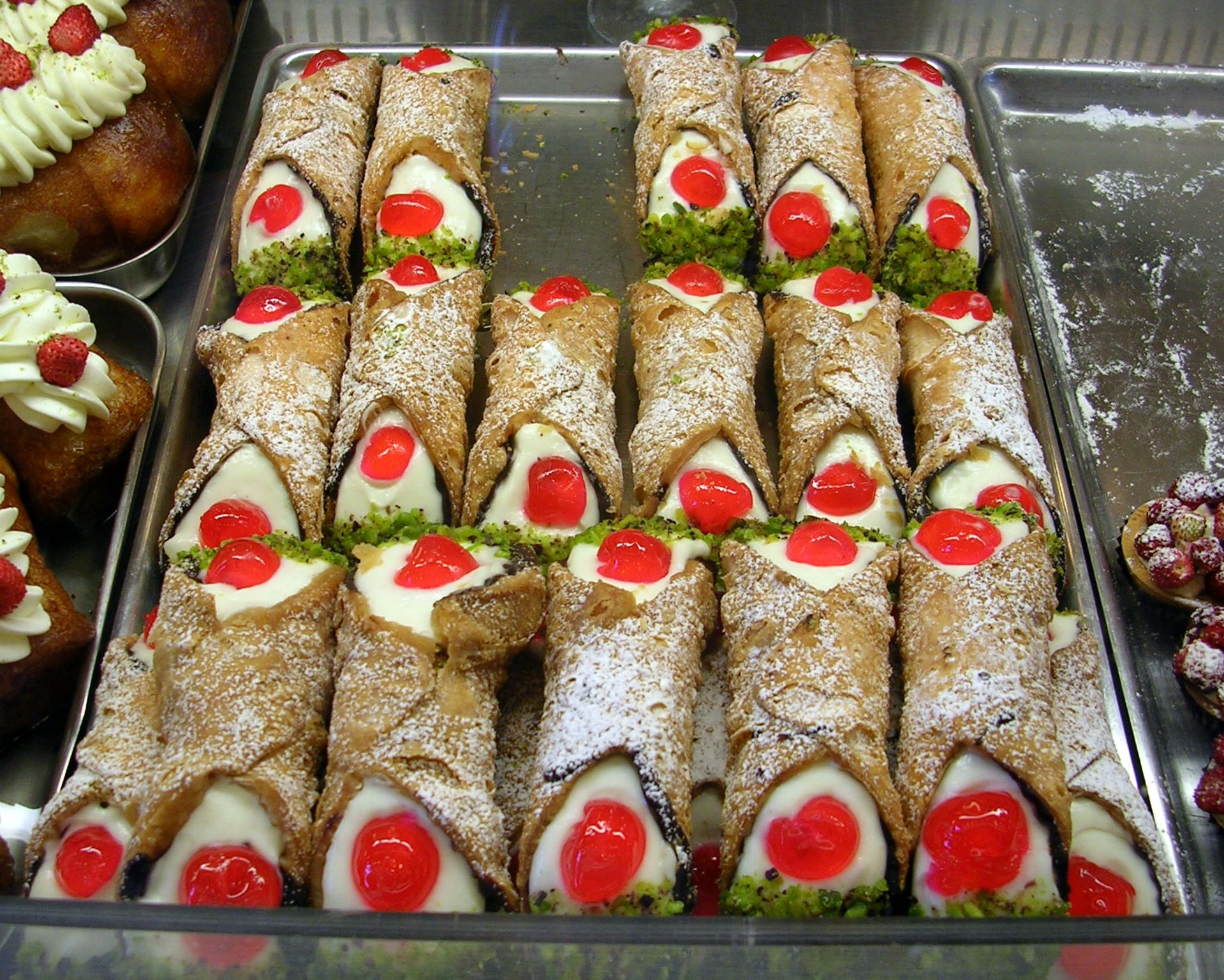
Cannoli là một món bánh ngọt phổ biến gắn liền với ẩm thực Sicilia

Đảo có lịch sử lâu dài trong việc sản sinh nhiều món ăn và rượu vang nổi tiếng, đến mức Sicilia đôi khi được gán biệt danh là "nhà bếp của Chúa". Mọi nơi của Sicilia đều có đặc sản của mình (như Cassata là đặc trưng của Palermo dù có ở mọi nơi trên đảo, cũng như Granita là đặc sản của Catania). Nguyên liệu thường phong phú về hương vị trong khi giá thành vẫn có thể chấp nhận được đối với công chúng nói chung Các món ăn thơm ngon của Sicilia được nhận định là tốt cho sức khoẻ, sử dụng rau quả tươi như cà chua, actisô, ô liu (gồm dầu ô liu), cam chanh, mơ, cà tím, hành tây, đậu, nho khô thường, kết hợp với hải sản được đánh bắt tươi từ vùng bờ biển xung quanh, gồm cá ngừ, cá tráp, cá mú, mực, cá kiếm, cá mòi và các loại khác.

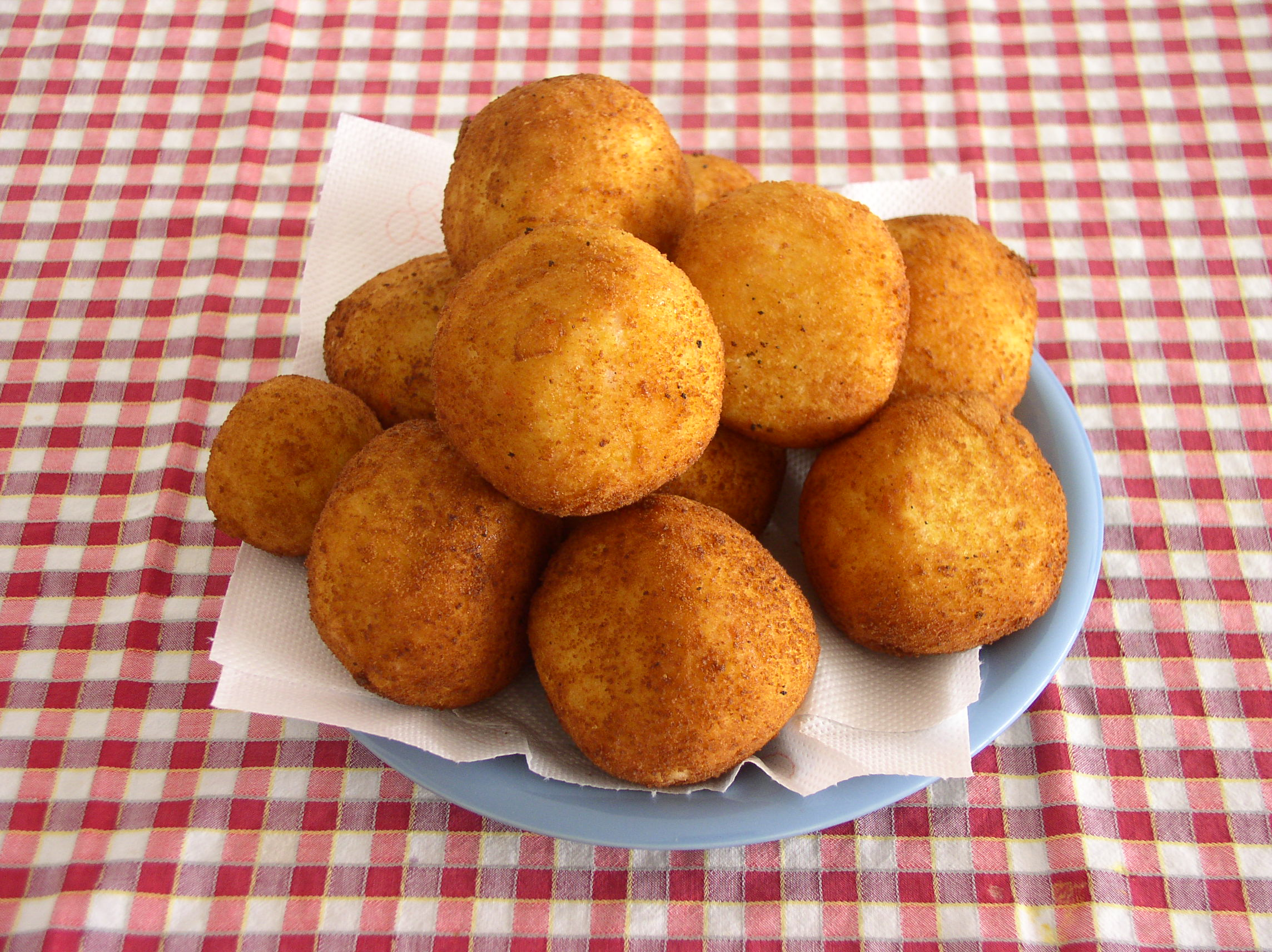
Arancini là bánh gạo phủ vụn bánh mì rồi chiên

Có lẽ bộ phận nổi tiếng nhất của ẩm thực Sicilia là các món ăn ngọt đậm như kem và bánh ngọt. Cannoli (số ít: cannolo) có vỏ hình ống làm từ bánh ngọt chiên và bên trong là thành phần ngọt, thường chứa pho mát ricotta, món này đặc biệt gắn bó chặt chẽ với Sicilia trên thế giới. Biancomangiare, biscotti ennesi (bánh quy bản địa của Enna), braccilatte (phiên bản Sicilia của doughnut), buccellato, ciarduna, pignoli, bruccellati, bánh quy giuggiulena, một loại mứt ngọt với hạt vừng và quả hạnh (torrone tại Ý) là cubbaita, frutta martorana, cassata, pignolata, granita, cuccidati (còn gọi là buccellati) và cuccìa nằm trong số các món ăn ngọt nổi tiếng nhất.
Giống như ẩm thực phần còn lại của miền nam Ý, mì ống giữ vai trò quan trọng trong ẩm thực Sicilia, giống như gạo; chẳng hạn arancini. Ngoài việc sử dụng một số loại pho mát khác, Sicilia tạo ra một số loại riêng của mình, sử dụng cả sữa bò và sữa cừu, như pecorino và caciocavallo. Các gia vị sử dụng gồm có nghệ tây, nhục đậu khấu, đinh hương, hạt tiêu và quế. Mùi tây được dùng nhiều trong nhiều món ăn. Mặc dù ẩm thực Sicilia thường gắn với đồ biển, song các món thịt như ngỗng, cừu, dê, thỏ và gà tây cũng hiện diện tại đây. Người Norman và người Schwaben là những người đầu tiên truyền niềm yêu thích các món thịt đến đảo. Một số loại rượu vang được sản xuất từ các giống nho độc nhất trên đảo, như Nero d'Avola được sản xuất gần thị trấn baroque Noto.
Sicilia là vùng sản xuất rượu vang lớn thứ ba tại Ý (nước sản xuất rượu vang lớn nhất thế giới), sau Veneto và Emilia Romagna. Vùng được biết đến chủ yếu nhờ rượu vang Marsala. Trong các thập niên gần đây, ngành rượu vang được cải tiến, những người làm rượu vang mới đang thử nghiệm với các giống nho bản địa ít được biết đến, và rượu vang Sicilia trở nên nổi tiếng hơn. Giống bản địa nổi tiếng nhất là Nero d'Avola; loại rượu vang hảo hạng làm từ các giống nho này đến từ Noto, một thành phố cổ nổi tiếng. Các giống bản địa quan trọng khác là Nerello Mascalese dùng làm rượu vang Etna Rosso DOC wine, Frappato là một thành phần của rượu vang Cerasuolo di Vittoria DOCG, Moscato di Pantelleria (còn gọi là Zibibbo) sử dụng làm các loại rượu vang Pantelleria khác nhau, Malvasia di Lipari sử dụng cho rượu vang Malvasia di Lipari DOC và Catarratto hầu hết được sử dụng để làm rượu vang trắng Alcamo DOC. Ngoài ra, rượu vang chất lượng cao của Sicilia cũng được sản xuất từ các giống phi phản địa như Syrah, Chardonnay và Merlot. Sicilia còn được biết đến với các loài rượu mùi, như Amaro Averna sản xuất tại Caltanissetta và limoncello bản địa.

### Thể thao

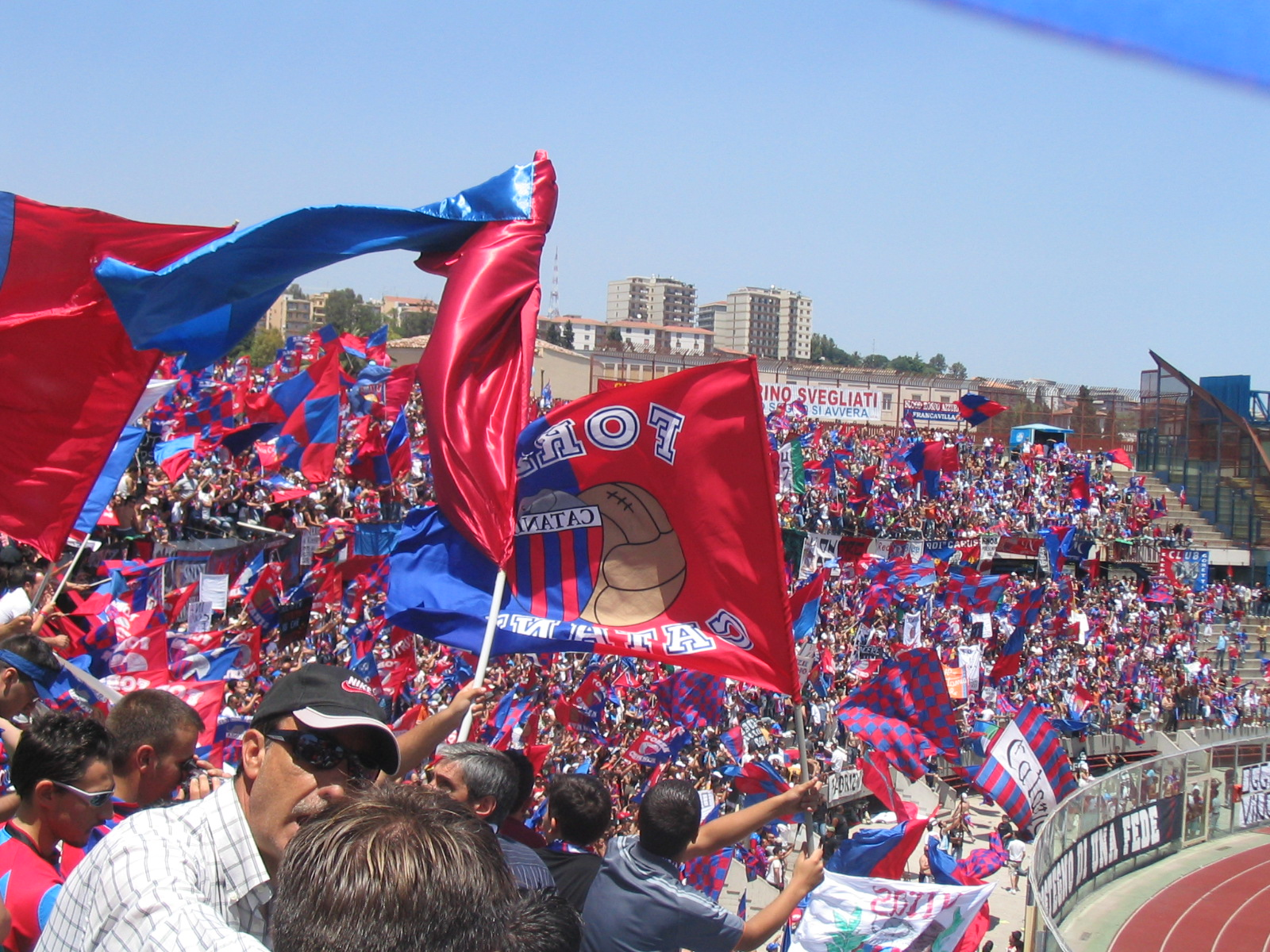
Bóng đá là môn thể thao phổ biến vượt trội tại Sicilia, ảnh cổ động viên Catania

Môn thể thao phổ biến nhất tại Sicilia là bóng đá, khẳng định vị thế vào cuối thế kỷ 19 dưới ảnh hưởng của người Anh. Một số câu lạc bộ bóng đá lâu năm nhất tại Ý đến từ Sicilia: Ba câu lạc bộ thành công nhất là Palermo, Messina và Catania, họ đều từng tham dự Serie A. Đến nay, chưa có câu lạc bộ nào từ Sicilia vô địch Serie A, song bóng đá vẫn gắn bó sâu sắc với văn hoá địa phương và hầu hết đô thị khắp đảo đều có một đội tuyển đại diện.
Palermo và Catania ganh đua gay gắt trong các trận derby Sicilia, đến nay Palermo là đội tuyển bóng đá duy nhất tại Sicilia từng chơi trên đấu trường châu Âu, tại UEFA Cup. Trên đảo, cầu thủ bóng đá nổi tiếng nhất là Salvatore Schillaci, ông cùng với đội tuyển quốc gia Ý giành cúp vàng tại Giải bóng đá vô địch thế giới 1990. Các cầu thủ đáng chú ý khác gồm có Giuseppe Furino, Pietro Anastasi, Francesco Coco, Christian Riganò và Roberto Galia. Một số huấn luyện viên bóng đá Sicilia cũng được chú ý, như Carmelo Di Bella và Franco Scoglio.
Mặc dù bóng đá là môn thể thao phổ biến vượt trội tại Sicilia, song người dân đảo còn tham gia các môn khác. Amatori Catania từng tranh tài tại giải rugby union quốc gia Ý mang tên "campionato di Eccellenza di rugby a 15". Họ còn từng tham gia tại đấu trường châu Âu trong European Challenge Cup. Orlandina Basket từ Capo d'Orlando tranh tài tại giải bóng rổ Serie A. Các môn thể thao khác được chơi ở phạm vi nhất định gồm bóng chuyền, bóng ném và bóng nước. Trước đây, trong môn thể thao ô tô, Sicilia có giải đua xe thể thao Targa Florio đáng chú ý, diễn ra tại dãy núi Madonie, làn khởi đầu-kết thúc tại Cerda. Sự kiện bắt đầu vào năm 1906 nhờ một nhà tư bản công nghiệp và đam mê ô tô người Sicilia là Vincenzo Florio, song bị huỷ bỏ do các lo ngại an toàn vào năm 1977.

### Văn hoá đại chúng

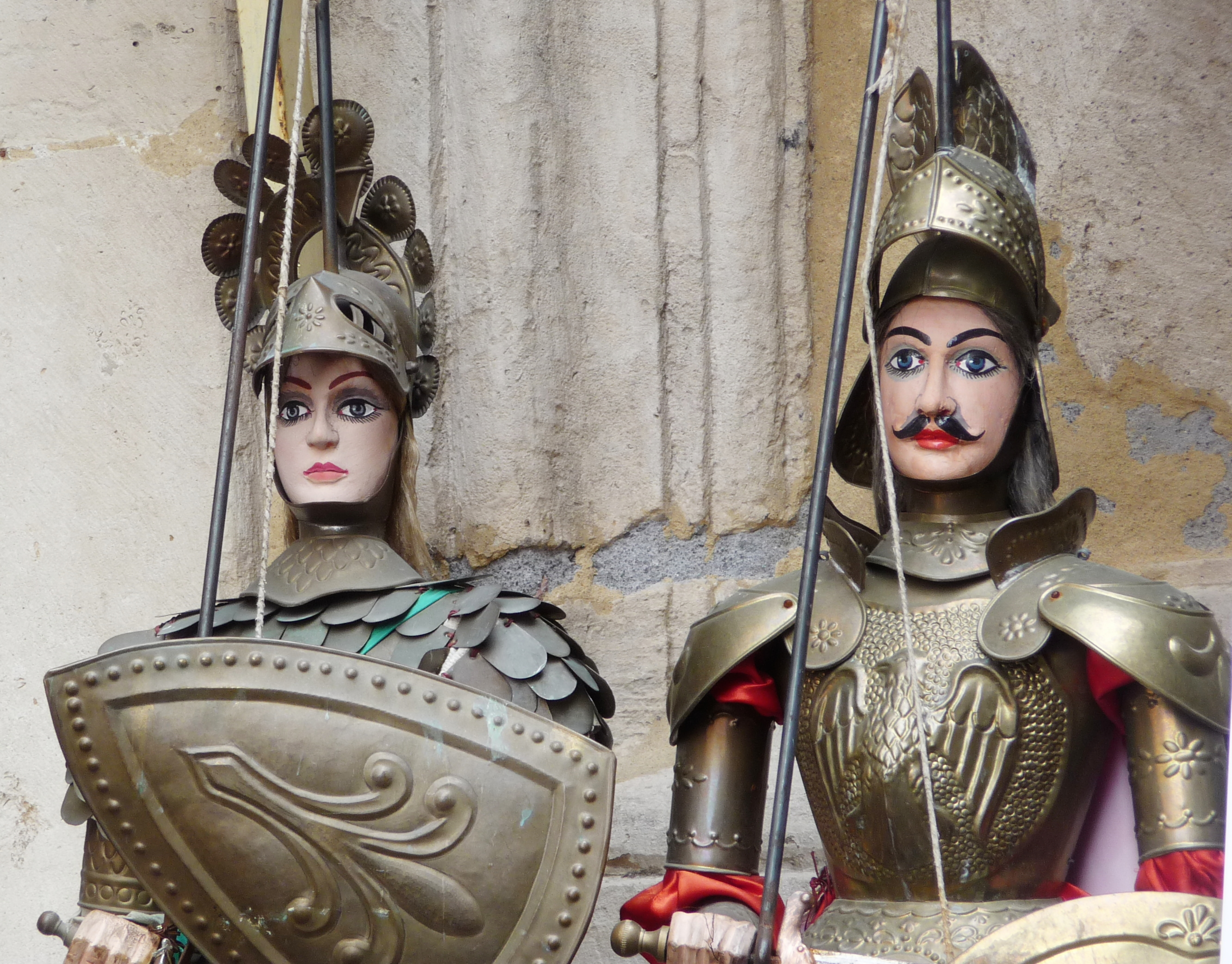
Các con rối được sử dụng tại Opera dei Pupi

Mỗi thành thị của Sicilia lại có một thánh bảo trợ riêng, và ngày lễ thánh thường được đánh dấu bằng các lễ diễu hành đầy màu sắc qua các con phố với các ban nhạc diễu hành và biểu diễn pháo hoa. Các lễ hội tôn giáo Sicilia cũng gồm có presepe vivente (cảnh Thánh đản sinh động), diễn ra vào thời gian lễ Giáng sinh. Nó kết hợp khéo léo tôn giáo và dân gian, mô phỏng một ngôi làng Sicilia thế kỷ 19, hoàn chỉnh với khung cảnh thánh đản, và có người dân mọi lứa tuổi mặc trang phục của giai đoạn đó, một số người đóng vai Thánh thất, và những người khác làm công việc như là thợ thủ công mà họ được phân cụ thể. Nó thường kết thúc vào lễ Hiển linh, thường đánh dấu bằng việc pháp sư đến trên lưng ngựa.
Truyền thống truyền khẩu giữ một vai trò lớn trong văn học dân gian Sicilia. Nhiều truyện kể được truyền qua nhiều thế hệ về một nhân vật tên là "Giufà". Giai thoại từ cuộc sống của nhân vật này giúp lưu giữ văn hoá Sicilia cũng như truyền đạt các thông điệp đạo đức.
Người Sicilia cũng tham gia các lễ hội ngoài trời, được tổ chức tại quảng trường địa phương hay piazza, tại đó nhạc sống và nhảy múa được trình diễn trên sân khấu, và hội chợ thực phẩm hay sagre được dựng lên trong các rạp ở rìa quảng trường. Các rạp này phục vụ nhiều đặc sản địa phương, cũng như thức ăn Sicilia đặc trưng. Các sự kiện này thường kết thúc bằng pháo hoa. Một sagra đáng chú ý là Sagra del Carciofo hay Lễ hội Actisô, nó được tổ chức thường niên tại Ramacca vào tháng tư. Sự kiện truyền thống quan trọng nhất tại Sicilia là carnival. Các carnival nổi tiếng nhất là tại Acireale, Misterbianco, Regalbuto, Paternò, Sciacca, Termini Imerese.
Opera dei Pupi (nhạc kịch con rối) là di sản biểu diễn sân khấu con rối các bài thơ lãng mạn Frank như Trường ca Roland hay Orlando furioso, đây là một trong các truyền thống văn hoá đặc thù của Sicilia. Một địa điểm lớn để xem nghệ thuật con rối này là các nhà hát múa rối tại Palermo. Nghệ thuật múa rối Opera dei Pupi của Sicilia được tuyên bố vào năm 2001 và được ghi vào năm 2008 trong danh sách di sản văn hoá phi vật thể của UNESCO. Ngày nay chỉ còn một vài đoàn kịch duy trì truyền thống này, họ thường biểu diễn cho du khách. Tuy nhiên, không còn các gia đình truyền thống lớn về múa rối.

### Biểu trưng khu vực

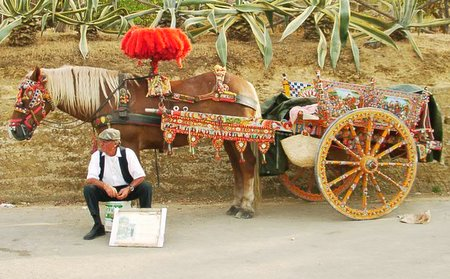
Một xe ngựa Sicilia truyền thống

Cờ hiệu của Sicilia được xem là một biểu tượng của vùng, nó được thông qua lần đầu vào năm 1282, sau cuộc khởi nghĩa Kinh chiều Sicilia tại Palermo. Nó có đặc điểm là hiện diện trinacria (gồm ba nhánh cong toả ra từ một trung tâm) tại trung tâm, đầu (có cánh) của Medusa và ba bông lúa mì. Ba cái chân cong được cho là đại diện cho ba mũi đất của đảo Sicilia. Màu sắc đại diện lần lượt cho các thành phố Palermo và Corleone, vào thời đó là một thành phố nông nghiệp nổi danh. Palermo và Corleone là hai thành phố đầu tiên lập một bang liên chống lại quyền cai trị của Nhà Capet xứ Anjou. Cuối cùng nó trở thành cờ công cộng chính thức của Regione Siciliana vào tháng 1 năm 2000, sau khi thông qua một đạo luật cấp vùng tương thích, theo đó chủ trương sử dụng cờ này trong các toà nhà công cộng, trường học và toà thị chính cùng quốc kỳ Ý và cờ của Liên minh châu Âu.
Trinacria là một biểu trưng cổ đại quen thuộc cho khu vực, nó cũng được thể hiện trên các đồng xu Hy Lạp của Siracusa, như các đồng xu thời Agathocles (317–289 TCN). Biểu trưng này có niên đại từ khi Sicilia là bộ phận của Magna Graecia, phần thuộc địa mở rộng của Hy Lạp ngoài khu vực biển Aegea. Trinacria được khôi phục làm biểu tượng tân cổ điển và phi Bourbon cho Vương quốc Hai Sicilia của Napoléon, bởi Joachim Murat vào năm 1808. Pliny Già quy nguồn gốc trinacria của Sicilia cho hình dạng tam giác của đảo.
Xe kéo Sicilia là một loại xe kéo dùng ngựa hoặc lừa được trang trí công phu, đầy màu sắc bản địa của đảo. Thợ khắc gỗ Sicilia George Petralia nói rằng ngựa hầu hết được sử dụng trong thành phố và vùng đồng bằng, còn lừa hay la thường được sử dụng nhiều hơn trên địa hình gồ ghề để chở hàng nặng. Xe kéo có hai bánh và chủ yếu làm thủ công từ gỗ cùng các thành phần sắt. Coppola Sicilia là một kiểu mũ nồi truyền thống đặc trưng của nam giới tại Sicilia. Tascu được các quý tộc Anh sử dụng lần đầu tiên vào cuối thế kỷ 18, và nó bắt đầu được sử dụng tại Sicilia vào đầu thế kỷ 20 dưới dạng mũ lái xe, thường do người lái xe đội. Coppola thường được làm từ vải tuýt. Ngày nay nó được đề cập rộng rãi là một biểu trưng rõ ràng của di sản Sicilia.